# 1970
1970 (MCMLXX) fue un año común comenzado en jueves según el calendario gregoriano, declarado Año Internacional de la Educación por la Organización de las Naciones Unidas.

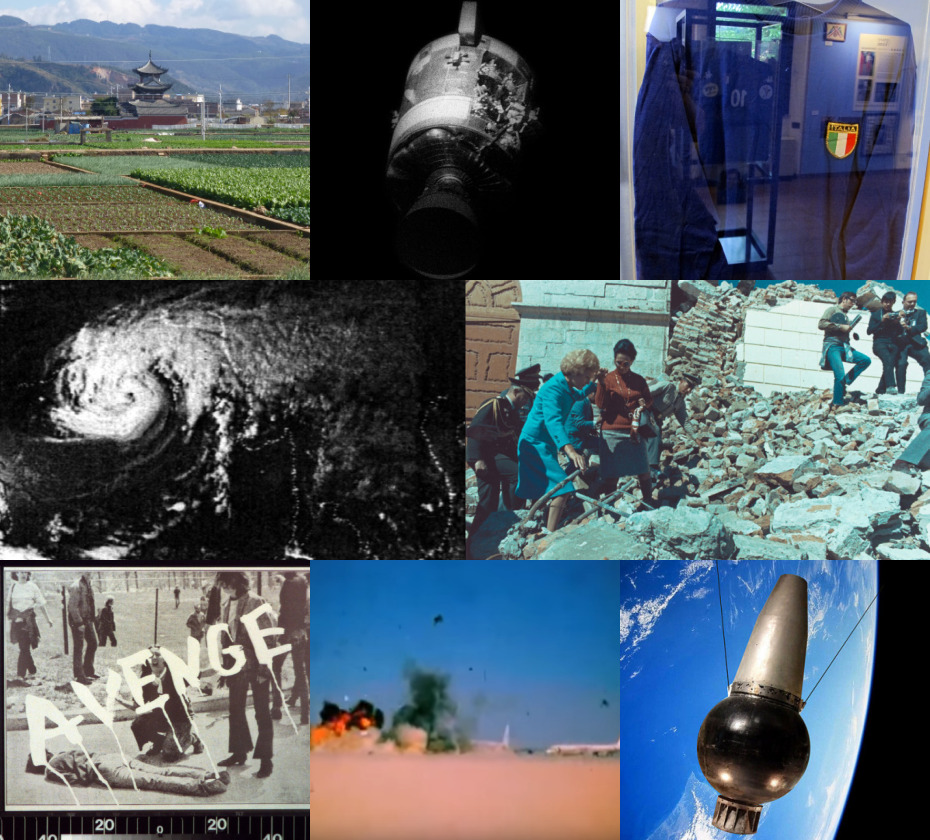
De izquierda a derecha y de arriba a abajo:
• Un terremoto en Tonghai (China) mata a más de 10 000 personas.
• La misión Apolo 13 se aborta después de que fallara un tanque de oxígeno en el módulo de servicio.
• La Copa Mundial de fútbol de 1970 se lleva a cabo en México, y la gana Brasil.
• El ciclón Bhola mata a medio millón de personas personas en Bangladés y en el estado de Bengala (India).
• El terremoto más mortífero en Perú mata a unas 70 000 personas en Áncash.
• Masacre de la Universidad Estatal de Kent: el Gobierno de Richard Nixon abre fuego en venganza contra jóvenes estudiantes que protestaban contra la invasión estadounidense de Camboya: asesina a 4 estudiantes y hiere a 10 que protestaban en Ohio (Estados Unidos).
• Miembros de la OLP (Organización para la Liberación de Palestina secuestran cinco aviones en Jordania.
• Japón lanza Osumi, su primer satélite.

También se utiliza como referencia temporal en entornos UNIX y en algunos lenguajes de programación como Java Script, conocido con el nombre de 'Tiempo POSIX.'

## Acontecimientos

### Enero
- 1 de enero: en Argentina comienza a circular una nueva moneda, el peso ley 18.188.
- 1 de enero: en México se funda el Club Universidad de Guadalajara.
- 5 de enero: la cadena de televisión estadounidense ABC empieza a transmitir la telenovela All My Children, que duraría hasta 2011.
  - Un terremoto de 7,1 sacude el condado chino de Tonghai matando a 15.600 personas.
- 7 de enero: primer secuestro aéreo en España, realizado por un joven de 18 años, Mariano Ventura Rodríguez, en Zaragoza.
- 12 de enero: en Umuhaia (Nigeria) se rinden las últimas tropas biafreñas. Termina la guerra civil nigeriana.
- 29 de enero: en Chile se lleva a cabo la primera edición del Festival del Huaso de Olmué.

### Febrero
- 1 de febrero: cerca de la localidad argentina de Benavídez (provincia de Buenos Aires), mueren 236 personas en la colisión entre dos trenes. Es la mayor tragedia ferroviaria del país.
- 2 de febrero: en una clínica neuroquirúrgica de Múnich (República Federal Alemana) se consigue realizar con éxito el primer trasplante de nervios humanos en la historia de la medicina.
- 3 de febrero: el boxeador estadounidense Mohammed Alí (ex Cassius Clay), excampeón mundial de pesos pesados, anuncia su retirada definitiva del boxeo.
- 3 de febrero: en Rodesia la minoría blanca de esta colonia de la Corona británica, proclama la República y la nueva constitución.
- 4 de febrero: empieza la construcción de la ciudad soviética de Prípiat, que en el futuro será abandonada a causa del Accidente de Chernóbil.
- 5 de febrero: en La Haya, la Corte Permanente de Justicia Internacional rechaza la demanda del gobierno de Bélgica contra el de España en el litigio que mantienen sobre el asunto de la empresa ayuPower Company Limited.
- 9 de febrero: en Rusia, el líder palestino Yasir Arafat visita Moscú.
- 10 de febrero: en Francia, un alud alcanza el centro invernal de deportes de Val d'Isère y causa 39 muertos.
- 10 de febrero: España compra a Francia 30 aviones Mirage III.
- 13 de febrero: en Argentina un decreto del Ministerio del Interior somete todas las emisoras privadas de radio y televisión al control gubernamental.
- 13 de febrero: la banda británica de heavy metal Black Sabbath lanza su primer álbum.
- 18 de febrero: el Tribunal Supremo español anula el expediente de suspensión del periódico El Alcázar.
- 20 de febrero: Chile firma un tratado comercial con Cuba, a pesar de la prohibición de la OEA.
- 21 de febrero: en Würenlingen (Suiza), un avión de la compañía Swissair se estrella cerca de la central nuclear, con un balance de 47 muertos.
- 23 de febrero: en Georgetown (Guyana), el gobernador general británico proclama el nacimiento de la República Cooperativa de Guyana, con sir Edward Luckhoo como presidente.

### Marzo
- 1 de marzo: el Partido Socialdemócrata de Austria consigue una amplia victoria en las elecciones legislativas.
- 1 de marzo: en Chile inicia sus transmisiones el noticiario Teletrece, producido por Universidad Católica de Chile TV.
- 1 de marzo: en Paraguay centenario de la muerte del Mariscal Francisco Solano López, máximo héroe de esa república.
- 8 de marzo: en Chipre se comete un atentado frustrado contra el arzobispo Makarios, presidente de la república.
- 15 de marzo: México queda en tercer lugar en el II Festival de la Canción Latina, por El triste, compuesta por Roberto Cantoral e interpretada por José José.
- 10 de marzo: el pintor Pablo Picasso realiza un donativo (de novecientas obras suyas) a la ciudad de Barcelona.
- 21 de marzo: en Ámsterdam, el tema All Kinds of Everything de Dana da la victoria a Irlanda en la XV Edición de Eurovisión.
- 23 de marzo: en Camboya, el rey Norodom Sihanouk (tras ser destituido) pide a sus súbditos que se pasen a la resistencia contra el gobierno de la República Jemer, liderado por Lon Nol.
- 28 de marzo: en Turquía, un terremoto de 7,2 deja un saldo de más de 1000 muertos y 1200 heridos.

### Abril
- 6 de abril: en Guatemala es asesinado el embajador de la Alemania Federal Von Spreti.
- 10 de abril: Paul McCartney anuncia la separación de The Beatles.
- 11 de abril: Estados Unidos lanza el Apolo 13. Posteriormente dicha nave sufriría graves problemas técnicos que obligaron a abortar su misión y regresar a la Tierra.
- 11 de abril: en la Ciudad de México, se inaugura el segundo tramo Chapultepec-Juanacatlán de la Línea 1 del Metro de la Ciudad de México, siendo la primera ampliación de dicho sistema en inaugurarse.
- 17 de abril: Paul McCartney lanza un álbum debut en solitario titulado McCartney.
- 19 de abril: en Colombia se celebran comicios que —ante un supuesto fraude— darán origen al Movimiento 19 de abril.
- 20 de abril: en México se funda la ciudad de Cancún.
- 22 de abril: primera vez que se celebró el día de la tierra.
- 27 de abril: en París se coloca a un paciente el primer marcapasos cardíaco que funciona con plutonio.
- 30 de abril: tropas estadounidenses y survietnamitas invaden Camboya.

### Mayo
- 4 de mayo: Masacre de la Universidad Estatal de Kent, Ohio.
- 8 de mayo: en Costa Rica, José Figueres Ferrer asume por tercera vez (segunda vez democraticamente) la Presidencia de la República.
  - en Londres (Inglaterra) se lanza el disco Let it be de The Beatles El último después de su separación en abril de este mismo año
- 14 de mayo: en Alemania se establece la Rote Armee Fraktion (Fracción del Ejército Rojo).
  - Un terremoto de 6,7 sacude la República de Daguestán en Rusia dejando 31 muertos y hasta 1000 heridos.
- 16 de mayo: en República Dominicana, Joaquín Balaguer es elegido como presidente por tercera vez.
- 17 de mayo: en Estados Unidos, por primera vez en la historia de las fuerzas armadas estadounidenses, dos mujeres son promovidas al rango de general por Richard Nixon.
- 18 de mayo: en México, el ejército mexicano asesina al líder guerrillero Marco Antonio Yon Sosa tras su captura.
- 19 de mayo: en Nepal, en la cordillera del Himalaya, la alpinista japonesa Junko Tabei alcanza exitosamente la cima del Annapurna.[1]
- 31 de mayo: inauguración de la IX Edición de la Copa Mundial de Fútbol de 1970 en la Ciudad de México (por primera vez en México).
- 31 de mayo : en la zona norte del departamento de Áncash, Perú,  se registra un terremoto de 7,9 que provoca aluviones en Yungay y Huaraz, dejando un saldo de 70.000 muertos.

### Junio
- 1 de junio: en Argentina, el grupo armado Montoneros asesina al exdictador Pedro Eugenio Aramburu.
- 2 de junio: fallece en accidente el piloto neozelandés de automovilismo Bruce McLaren.
- 4 de junio: El Salvador y Honduras firman un acuerdo en San José de Costa Rica que pone fin a la Guerra del Fútbol.
- 4 de junio: Tonga se independiza del Imperio británico.
- 18 de junio: en Argentina ―en el marco de la dictadura autodenominada «Revolución» «argentina», las Fuerzas Armadas destituyen a Juan Carlos Ongania de la Presidencia de la Nación y es reemplazado por Roberto Marcelo Levingston
- 19 de junio: en el Reino Unido, Edward Heath se convierte en primer ministro.
- 21 de junio: en Ciudad de México (México) Termina la Copa Mundial de Fútbol de 1970, Brasil es Campeón por tercera vez tras ganarle a Italia por un marcador de 4-1.
- 21 de junio: fallece en el circuito de Zandvoort el piloto de automovilismo Piers Courage durante el Gran Premio de Países Bajos.
- 26 de junio: en Buenos Aires (Argentina) ―en el marco de la dictadura de Roberto Marcelo Lévingston―, la Cooperativa de Crédito Viamonte entra en una quiebra fraudulenta y estafa a todos sus ahorristas.
- 27 de junio: en City Hall de Truro, la banda Queen realiza su primer concierto.

### Julio
- 3 de julio: en la sierra del Montseny, cerca de Arbucias (Gerona, España), se estrella un avión DeHavilland Comet IV de la compañía DAN-AIR, procedente de Mánchester (Reino Unido) con destino a Barcelona. Mueren todos sus ocupantes (105 pasajeros, 5 tripulantes y los 2 pilotos).
- 5 de julio: Luis Echeverría Álvarez gana las elecciones presidenciales de 1970 en México.
- 21 de julio: en Granada, en un enfrentamiento con la policía, mueren tres obreros de la construcción durante una manifestación motivada por problemas laborales.
- 31 de julio: en Colombia se registra un terremoto de 8,0 que deja un fallecido y varios heridos.

### Agosto
- 1 de agosto: se inaugura el primer tramo Tasqueña-Pino Suárez de la Línea 2 del Metro de la Ciudad de México.
- 7 de agosto: en Colombia, Misael Pastrana toma posesión como presidente.
- 12 de agosto: en Francia, se crea el club de fútbol Paris Saint Germain.
- 14 de agosto: en Arequipa (Perú) se abre al público, después de siglos, el Convento de Santa Catalina, que llegaría a convertirse en uno de los principales atractivos turísticos de esa ciudad.
- 16 de agosto: en la ciudad de Panamá, a las 6:40 de la mañana, ocurre un terremoto de 7.8 grados, dejando 9000 muertos y 50 000 heridos.
- 16 de agosto: en República Dominicana, Joaquín Balaguer toma posesión como presidente por tercera vez.
- 19 de agosto: en Italia la XXXI Muestra de Venecia dedica una retrospectiva al actor Harry Langdon (1884-1944).[2]
- 24 de agosto: en Bangkok (Tailandia) comienzan los VI Juegos Asiáticos.[3]
- 29 de agosto: en la isla de Wight (en Gran Bretaña) se celebra un festival de pop al que acuden más de 250.000 personas.
- 31 de agosto: en Perú, el presidente Velasco Alvarado nacionaliza los principales bancos.

### Septiembre
- 4 de septiembre: en Chile, el político Salvador Allende, candidato de la Unidad Popular, obtiene la victoria por mayoría simple (36.3 %) en la elección presidencial.
- 4 de septiembre: en Bangkok (Tailandia) culminan los VI Juegos Asiáticos.[3]
- 5 de septiembre: en Monza (Italia), Jochen Rindt sufre un accidente mortal durante los entrenamientos para el Gran Premio de Italia. El piloto gana póstumamente el Campeonato Mundial de Fórmula 1.
- 7 de septiembre: en México se emite por primera vez el noticiario 24 horas conducido por Jacobo Zabludovsky
- 13 de septiembre: en Jordania, un grupo de guerrilleros árabes se apoderan de tres aviones de pasajeros con destino a Nueva York (EE. UU.) y los dinamitan uno por uno.
- 13 de septiembre: en Estados Unidos, la australiana Margaret Court-Smith vence en el Open, con lo cual se asegura su triunfo en el Grand Slam.
- 14 de septiembre: se inaugura el segundo tramo Pino Suárez-Tacuba de la Línea 2 del Metro de la Ciudad de México.
- 18 de septiembre: en Londres (Reino Unido) fallece el guitarrista estadounidense de rock Jimi Hendrix (27) a causa de una intoxicación etílica.

### Octubre
- 4 de octubre: muere por sobredosis de drogas la cantante folk estadounidense Janis Joplin.
- 7 de octubre: en Bolivia, Juan José Torres González asume la presidencia del país.
- 10 de octubre: Fiyi se independizan del Imperio británico.
- 10, 11 y 12 de octubre: en Chile se realiza el festival Piedra Roja.
- 12 de octubre: en España, se estrena la película En un lugar de la Manga, dirigida por Mariano Ozores.
- 14 de octubre: en el canal Telesistema Mexicano se inaugura el programa de televisión Chespirito.
- 15 de octubre: en Egipto, Anwar el Sadat se convierte en el nuevo presidente como sucesor del fallecido Abd el Nasser.
- 16 de octubre: en Canadá, el primer ministro de Quebec Robert Bourassa declara el estado de insurrección tras dos secuestros terroristas en los hechos conocidos como la crisis de octubre.
- 20 de octubre: en Ecuador, el presidente José María Velasco Ibarra inaugura el primer Liceo Naval, apoyado por la Armada del Ecuador.
- 22 de octubre: en Venezuela se inaugura la Universidad Metropolitana.
- 26 de octubre: en tres hoyos diferentes, a 118 metros bajo tierra, en el área U3h del Sitio de pruebas atómicas de Nevada (a unos 100 km al noroeste de la ciudad de Las Vegas), a las 6:30 (hora local) Estados Unidos detona sus bombas atómicas Truchas-Chacón (1), Truchas-Chamisal (2) y Truchas-Rodarte (3), de unos 8 kt cada una. Son las bombas n.º 709, 710 y711 de las 1129 que Estados Unidos detonó entre 1945 y 1992.

### Noviembre
- 1 de noviembre: Un terremoto de 6,9 sacude Papúa Nueva Guinea dejando un saldo de 18 muertos.
- 3 de noviembre: en Santiago (Chile) asume la presidencia el socialista Salvador Allende elegido a través del voto popular
- 7 de noviembre: en Madrid (España) sucede un escape radiactivo de un complejo cívico-militar de investigación nuclear que contamina los ríos Manzanares, Jarama y Tajo.
- 13 de noviembre: en Siria, tras un golpe de Estado, Hafez al-Asad asume la presidencia del país.
- 13 de noviembre: en Pakistán Oriental (hoy Bangladés), el ciclón tropical Bhola, con velocidades de 193 km/h golpea la densamente poblada región del Delta del Ganges. Se calcula que mató a medio millón de personas (considerado el peor desastre ciclónico del siglo XX).
- 14 de noviembre: cerca del Aeropuerto Tri-State (Estados Unidos) se estrella el avión que llevaba a los jugadores de fútbol americano de la Universidad Marshall, dejando un saldo de 75 muertos.
- 15 de noviembre: el Banco de Bogotá cumple 100 años de existencia.
- 20 de noviembre: en la Ciudad de México, en el marco de la celebraciones del 60 aniversario de la Revolución Mexicana, se pone en servicio el tercer tramo de la Línea 1 del Metro que ahora va hacia la estación Tacubaya y se pone en servicio el primer tramo Tlatelolco-Hospital General de la Línea 3 del Metro de la Ciudad de México.
- 25 de noviembre: en Japón, el escritor Yukio Mishima se suicida mediante la técnica del seppuku.
- 26 de noviembre: en la bahía Grand Cul-de-Sac, en la isla Saint Barts (San Bartolomé, Guadalupe) se registra el récord de caída máxima de lluvia en un solo minuto: 38 mm.

### Diciembre
- 1 de diciembre: en México, Luis Echeverría Álvarez toma posesión como presidente. A su toma de posesión en el Auditorio Nacional asisten los exmandatarios Miguel Alemán, Emilio Portes Gil y Adolfo Ruiz Cortines.
- 3 de diciembre: en dos túneles separados (a 490 metros uno del otro) a 241 metros de profundidad, en las áreas U3hr y U3ha del Sitio de pruebas atómicas de Nevada (a unos 110 km al noroeste de la ciudad de Las Vegas), a las 7:07 (hora local), Estados Unidos detona simultáneamente sus bombas atómicas Carrizozo (de menos de 20 kt) y Corazón (de 0,1 kt). Son las bombas n.º 714 y 715 de las 1129 que Estados Unidos detonó entre 1945 y 1992.
- 7 de diciembre: en Polonia se firma el Tratado de Varsovia con la República Federal Alemana.
- 9 de diciembre: en la frontera entre Ecuador y Perú un terremoto de 7,1 deja 81 muertos.
- 10 de diciembre: en Estocolmo (Suecia), los investigadores de la fusión nuclear y del ferromagnetismo Hannes Olof Gösta Alfvén de Suecia y Louis Néel de Francia reciben el Premio Nobel de Física.
- 10 de diciembre: en Noruega, el argentino Luis Leloir es galardonado con el Premio Nobel de Química por las investigaciones realizadas sobre la interconversión de hidratos de carbono simples en complejos. El investigador agrónomo estadounidense Norman Borlaug recibe el Premio Nobel de la Paz por el desarrollo en variaciones de trigo de alta productividad.
- 11 de diciembre: John Lennon lanza su primer álbum como solista: John Lennon/Plastic Ono Band
- 16 de diciembre: Se estrena la película Love Story, del canadiense Arthur Hiller.
- 21 de diciembre: el cantante y actor Elvis Presley, viaja a Washington D. C. para reunirse con el presidente de los Estados Unidos, Richard Nixon.
- 23 de diciembre: en Perú, el gobierno militar del general Velasco, concede una amnistía total para los presos por delitos calificados como políticos y sociales.
- 23 de diciembre: Termina la construcción de la Torre Norte (WTC 1) del World Trade Center en New York, Estados Unidos.

## Nacimientos

### Enero
- 2 de enero: Sanda Ladoşi, cantante rumana.
- 4 de enero: Hamida Barmaki, profesora de derecho y activista de derechos humanos afgana (f. 2011).
- 5 de enero: Mauricio Barcelata, actor y presentador mexicano.
- 6 de enero: 
  - Leonardo Astrada, entrenador y exfutbolista argentino.
  - Gerald Chadfeau, yudoca neozenlandés.
- 7 de enero: 
  - Rogelio Frigerio, economista y político argentino.
  - João Ricardo, futbolista angoleño.
- 9 de enero: 
  - Tonino Carotone, cantautor español.
  - Lara Fabian, cantante belga nacionalizada canadiense.
- 10 de enero: Eduardo Cabito Massa Alcántara, humorista argentino.
- 13 de enero: 
  - Marco Pantani, ciclista italiano (f. 2004).
  - Keith Coogan, actor estadounidense.
- 14 de enero: Fazıl Say, pianista y compositor turco.
- 15 de enero: Shane McMahon, luchador profesional estadounidense.

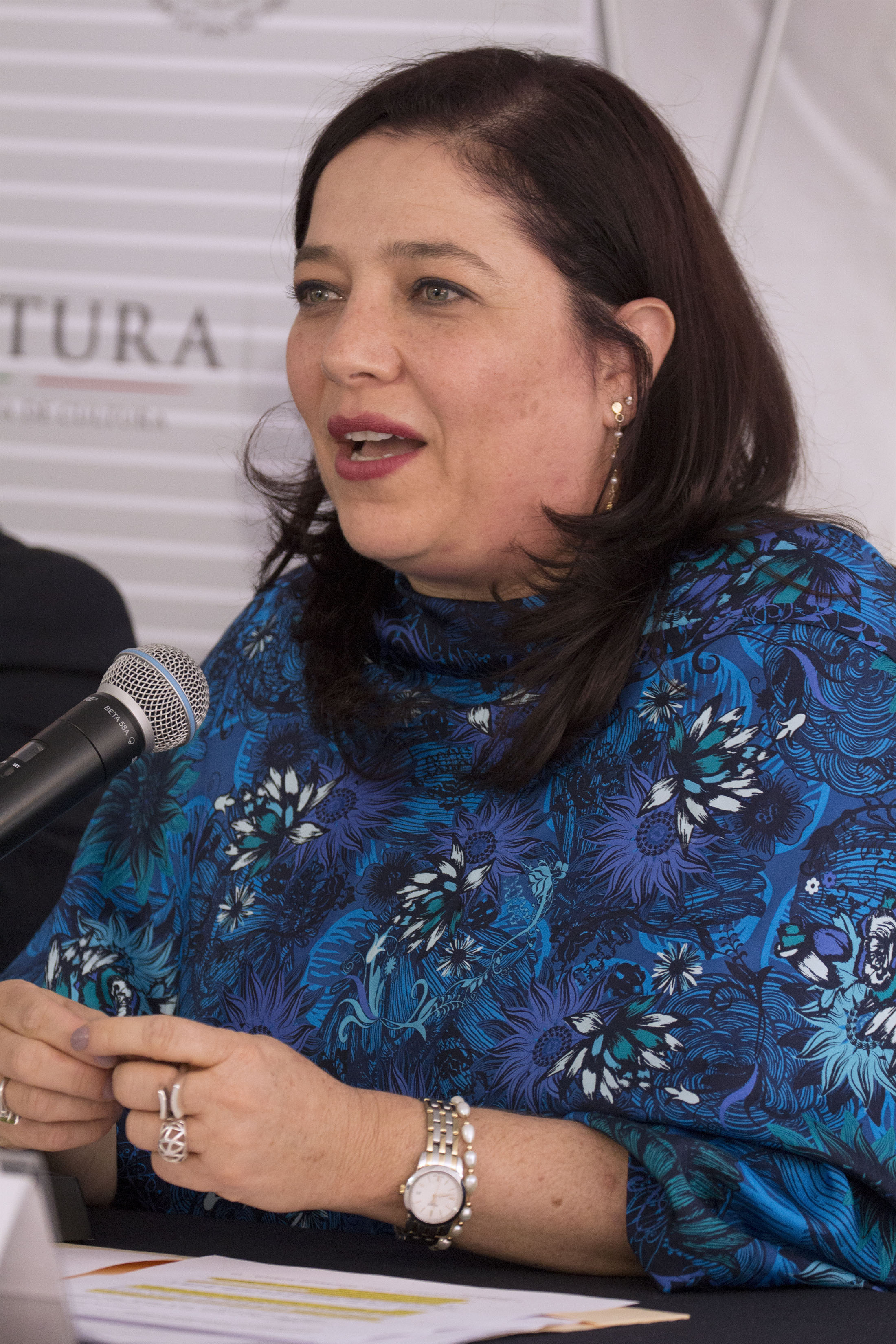
Silvia Giorguli Saucedo

- 18 de enero: Silvia Giorguli Saucedo, socióloga y académica mexicana.
- 21 de enero: Alen Bokšić, futbolista croata.
- 22 de enero: Abraham Olano, ciclista español.
- 24 de enero: 
  - Matthew Lillard, actor estadounidense.
  - Roberto Bonano, futbolista y entrenador argentino.
- 25 de enero: Stephen Chbosky, escritor, guionista y director estadounidense.
- 28 de enero: 
  - Ricardo Rúa, músico argentino (f. 2016).
  - Valeria Cappellotto, deportista y ciclista italiana (f. 2015).
- 29 de enero: 
  - Heather Graham, actriz estadounidense.
  - Janice Kawaye, actriz de voz estadounidense.
  - Paul Ryan, político estadounidense.
- 31 de enero: Minnie Driver, actriz británica.

### Febrero
- 1 de febrero: 
  - Diego Pérez, conductor y actor argentino.
  - Raúl Díaz Arce, futbolista y entrenador salvadoreño.
- 2 de febrero: Aitor Gorosabel, cantante y guitarrista vasco, del grupo heavy Su Ta Gar.
- 3 de febrero: 
  - Warwick Davis, actor británico.
  - Óscar Córdoba, futbolista colombiano.
- 7 de febrero: 
  - Fernando Cáceres, jugador de fútbol argentino nacionalizado español.
  - Antonio Méndez Méndez, futbolista y entrenador español.
- 10 de febrero: 
  - Myrea Pettit, ilustradora británica.
  - Ugía Pedreira, cantautora española.
- 11 de febrero: 
  - Juan Aguirre, músico español, componente del dúo Amaral.
  - Fredrik Thordendal, guitarrista sueco de Meshuggah.
- 13 de febrero: 
  - Gloria María Solari, cantautora, actriz y directora peruana de teatro infantil.
  - Sussan Taunton, actriz mexicana de origen chileno y ascendencia inglesa.
- 14 de febrero: 
  - Simon Pegg, actor, comediante, guionista y productor británico.
  - Tana Schémbori, productora y cineasta paraguaya.

- 16 de febrero: 

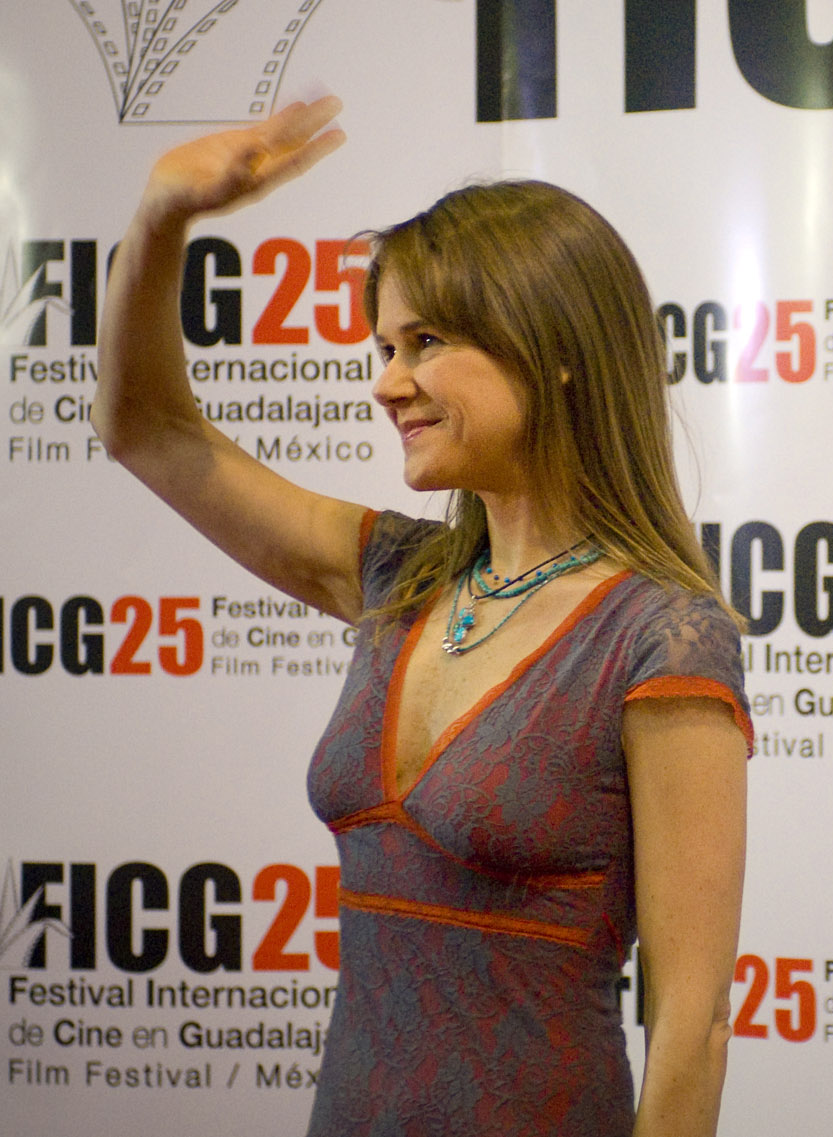
Nailea Norvind

  - Angelo Peruzzi, futbolista italiano.
  - Nailea Norvind, actriz mexicana.
- 17 de febrero: Dominic Purcell, actor australiano.
- 19 de febrero: Hiroko Kasahara, seiyū y cantante japonesa.
- 20 de febrero: Cheyenne Brando,  modelo francesa (f. 1995).
- 24 de febrero: Luciano Galende, presentador de televisión y periodista argentino.
- 25 de febrero: Tania Fálquez, actriz colombiana.
- 27 de febrero: 
  - Roberto Caballero, periodista y ensayista argentino.
  - Matthias Lechner, diseñador alemán de cine.
  - Mónica Sánchez, actriz de cine, televisión y teatro peruana.
- 28 de febrero: Daniel Handler, escritor estadounidense.

### Marzo
- 1 de marzo: 
  - Manuel García, cantautor chileno.
  - Carlos María Morales, futbolista y entrenador uruguayo.
  - María Fernanda Heredia, escritora ecuatoriana.
- 2 de marzo: 
  - Alexander Armstrong, actor, comediante y presentador británico.
  - María Antonieta Duque, actriz, comediante y modelo venezolana.
- 3 de marzo: 
  - Julie Bowen, actriz estadounidense.
  - Xabier Ezeizabarrena, abogado, jurista, profesor universitario y político español.
- 4 de marzo: Will Keen, actor británico.

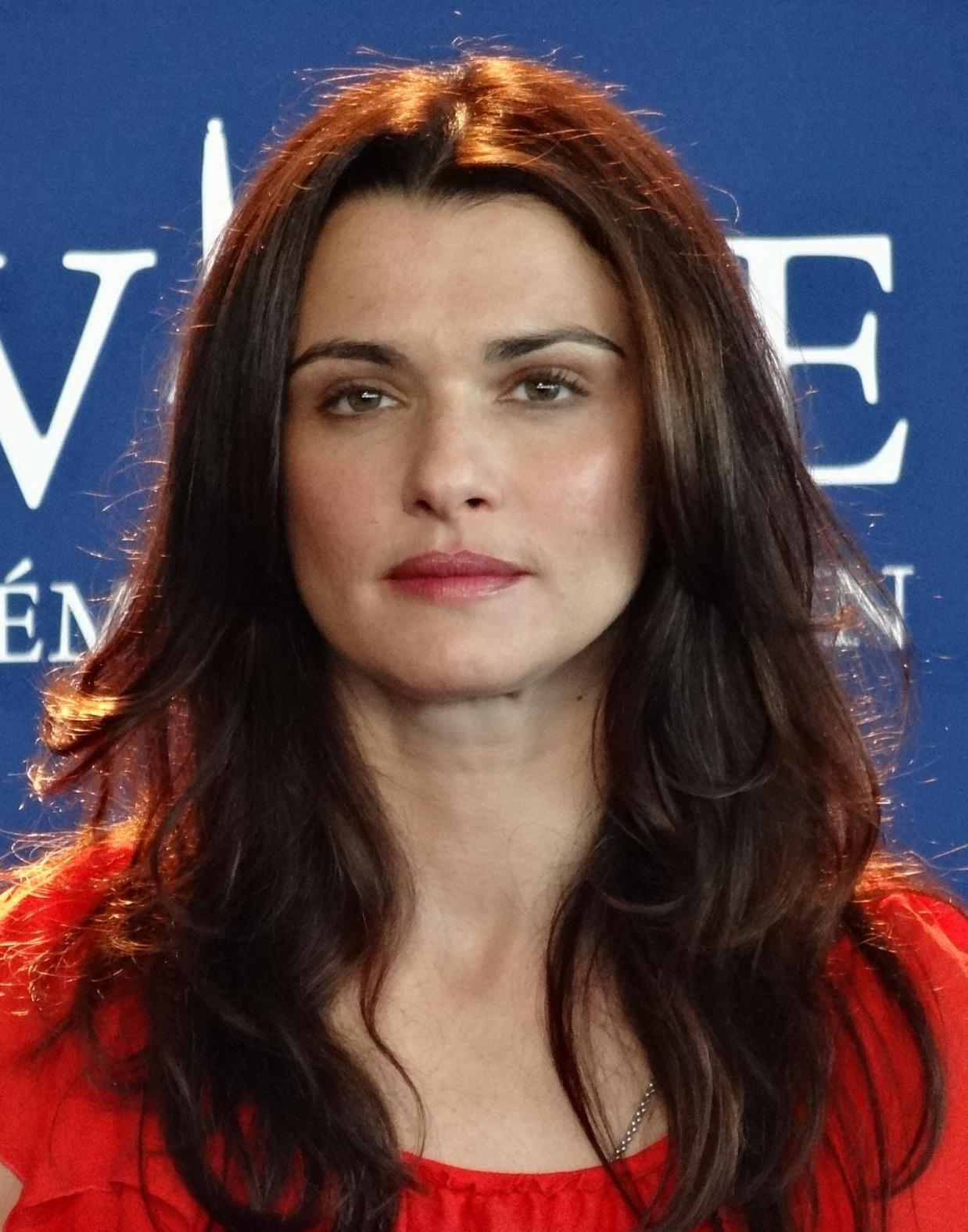
Rachel Weisz

- 5 de marzo: John Frusciante, guitarrista estadounidense, de la banda Red Hot Chilli Peppers.
- 7 de marzo: 
  - Petra Mede, presentadora y comediante sueca.
  - Rachel Weisz, actriz británica.
- 8 de marzo: Devon Michaels, actriz pornográfica estadounidense.
- 9 de marzo: 
  - Martin Johnson, exrugbista británico.
  - Shannon Leto, baterista estadounidense, de la banda 30 Seconds to Mars.
  - Claudia López Hernández, política, politóloga y alcaldesa colombiana.
  - María Rebeca, actriz mexicana.
- 12 de marzo: René García Miranda, actor de cine, teatro y televisión de doblaje mexicano.
- 16 de marzo: Paul Oscar, cantante islandés.
- 17 de marzo: 
  - Yanic Truesdale, actor canadiense.
  - Gene Ween, guitarrista estadounidense.
- 18 de marzo: Queen Latifah, cantante estadounidense.
- 19 de marzo: Abelardo Fernández Antuña, futbolista español.
- 20 de marzo: Linda Larkin, actriz de cine y televisión estadounidense.
- 21 de marzo: Shiho Niiyama, seiyū japonesa (f. 2000).
- 23 de marzo: Gianni Infantino, dirigente deportivo italo-suizo, presidente de FIFA desde 2016.
- 24 de marzo: 
  - Sharon Corr, violinista irlandesa, de la banda The Corrs.
  - Lara Flynn Boyle, actriz estadounidense.
  - Wilson Álvarez, beisbolista venezolano.
- 26 de marzo: 
  - Martin McDonagh, dramaturgo angloirlandés.
  - Eric Anderson, baloncestista estadounidense (f. 2018)
- 27 de marzo: 
  - Nico Abad, presentador de televisión español.
  - Gaia Zucchi, actriz italiana.
- 28 de marzo: 
  - Vince Vaughn, actor estadounidense.
  - Ana María Trujillo, actriz, periodista, presentadora y diseñadora colombiana.

### Abril

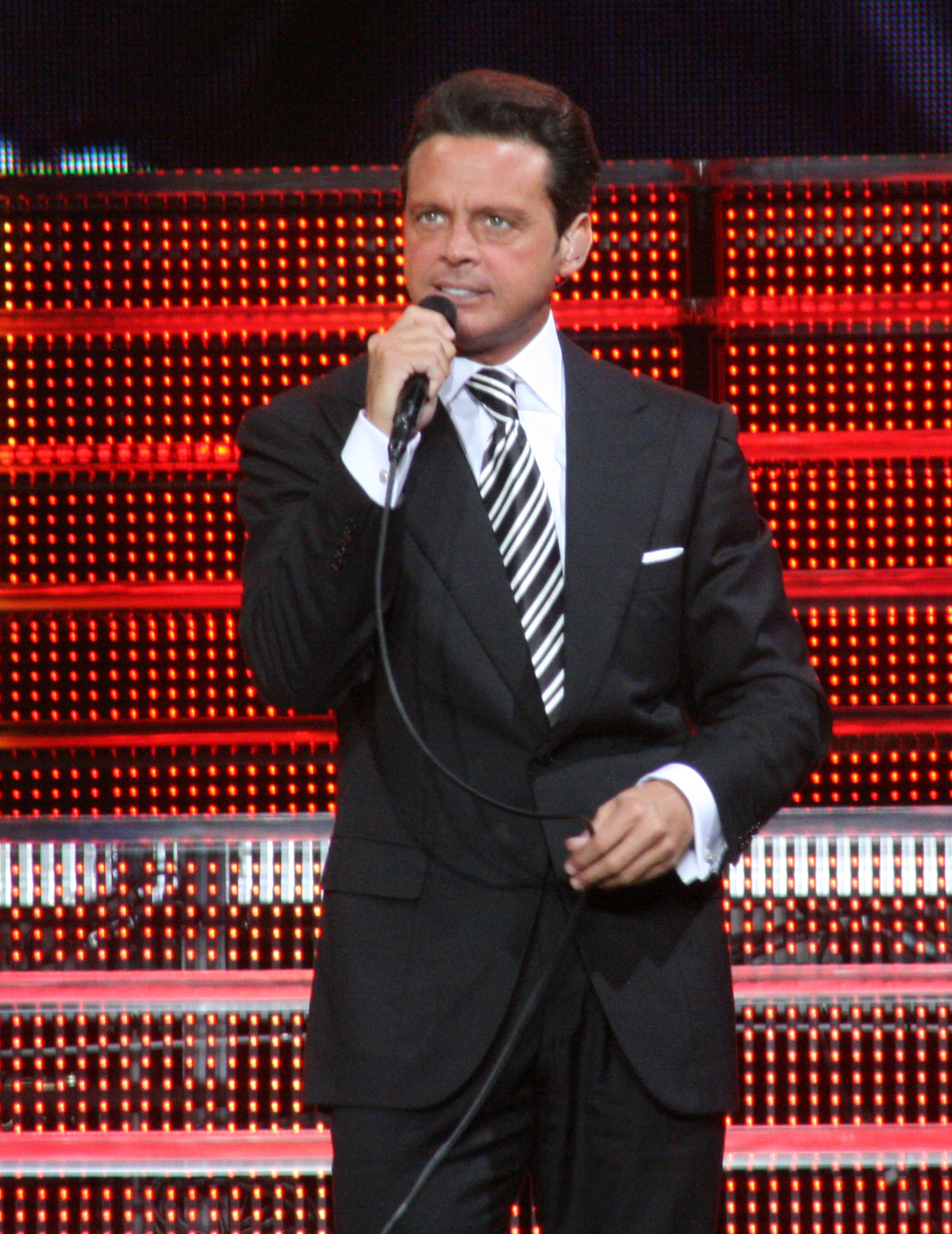
Luis Miguel

- 3 de abril: Beatriz Artolazabal, política española.
- 6 de abril: 
  - Amairani, actriz y televisión mexicana.
  - Roy Mayorga, baterista y productor estadounidense.
- 8 de abril: Care Santos, escritora española.
- 9 de abril: Aitor Iturrioz, actor mexicano.
- 11 de abril: Whigfield, cantante danesa.
- 12 de abril: Reagan Foxx, actriz pornográfica estadounidense.
- 13 de abril: 
  - Eduardo Capetillo, actor y cantante mexicano.
  - Rick Schroder, actor estadounidense.
- 14 de abril: 
  - Scott Albert, conocido como Klayton músico de rock electrónico estadounidense.
  - Martín Sabbatella, político argentino.
- 18 de abril: Jorge Zabaleta, actor chileno.
- 19 de abril: Luis Miguel, cantante mexicano.
- 20 de abril: Shemar Moore, actor estadounidense.
- 25 de abril: Jason Lee, actor estadounidense.
- 26 de abril: 
  - Melania Trump, modelo eslovena, primera dama de Estados Unidos.
  - Tionne "T-Boz" Watkins, cantante y actriz estadounidense, exintegrante del grupo TLC.
- 28 de abril: Diego Simeone, entrenador y exfutbolista argentino.

- 29 de abril: 

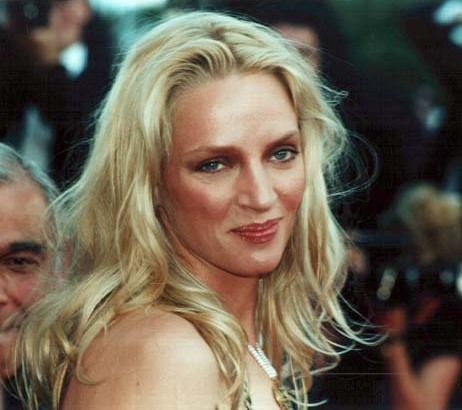
Uma Thurman

  - Andre Agassi, tenista estadounidense.
  - Uma Thurman, actriz estadounidense.
  - Ernesto Villegas, periodista, político y escritor venezolano.
  - Master P, rapero, actor y empresario estadounidense.
- 30 de abril: Halit Ergenç, actor turco.

### Mayo
- 1 de mayo: 
  - Ana María Sánchez, actriz colombiana.
  - Salvador del Solar, actor peruano.
- 3 de mayo: Guillermo Prieto La Rotta, presentador colombiano.
- 6 de mayo: Tristán Ulloa, actor español.
- 7 de mayo: Gregorio Pernía, actor colombiano.
- 8 de mayo: 
  - Luis Enrique, entrenador y exfutbolista español.
  - Naomi Klein, periodista, escritora y activista canadiense.
- 9 de mayo: Ghostface Killah, rapero estadounidense, de la banda Wu-Tang Clan.
- 10 de mayo: Sally Phillips,  actriz y comediante británica.
- 12 de mayo: Samantha Mathis, actriz estadounidense.
- 12 de mayo: Olga Kachura, militar soviético-ucraniana de la República Popular de Donetsk (f. 2022 durante la guerra ruso-ucraniana).
- 15 de mayo: 
  - Frank de Boer, entrenador y exfutbolista neerlandés.
  - Ronald de Boer, futbolista neerlandés.
  - Adriana Ricardo, actriz colombiana.
- 16 de mayo: 
  - Silvia Wheeler, actriz alemana.
  - Miguel de la Torre, diseñador colombiano (f. 2006).
- 18 de mayo: Tina Fey, actriz y guionista estadounidense.
- 21 de mayo: Gerardo Hemmer, actor mexicano (f. 1995).

- 22 de mayo: 
  - Naomi Campbell, modelo británica.

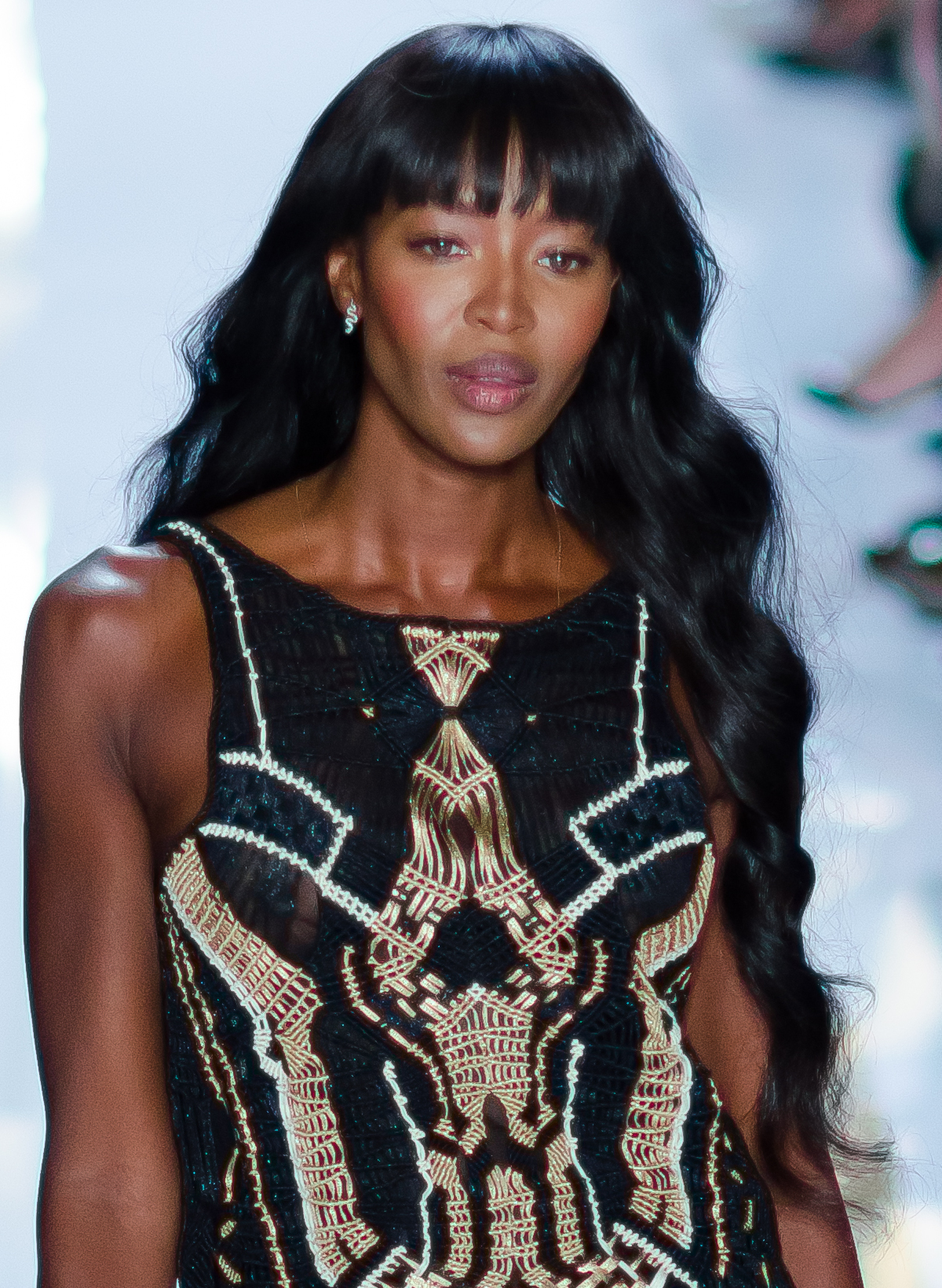
Naomi Campbell

  - Pedro Diniz, piloto brasileño de Fórmula 1.
  - Willy Toledo, actor español.
- 23 de mayo: Yigal Amir, asesino israelí.
- 25 de mayo: 
  - Jamie Kennedy, actor y comediante estadounidense.
  - Lindsay y Sidney Greenbush, actrices estadounidenses.
  - Satsuki Yukino, actriz de voz y cantante japonesa.
  - Octavia Spencer, actriz estadounidense.
- 26 de mayo: Nobuhiro Watsuki, dibujante mangaka japonés.
- 27 de mayo: 
  - Joseph Fiennes, actor británico.
  - José Rafael Briceño, comediante, locutor y profesor universitario venezolano.
- 30 de mayo: Pilar Uribe, actriz colombiana.
- 31 de mayo: Mariana Baraj, cantante, percusionista y compositora argentina.

### Junio
- 1 de junio: 
  - Alexi Lalas, futbolista estadounidense.
  - Marley, presentador de televisión argentino.
- 2 de junio: Natasha Aguilar, nadadora costarricense (f. 2016).
- 3 de junio: Peter Tägtgren, cantautor sueco, de la banda Hypocrisy.
- 4 de junio: El Barrio, cantautor español de flamenco.
- 5 de junio: Claus Norreen, músico y productor danés, integrante de la banda Aqua.
- 6 de junio: 
  - James Munky Shaffer, guitarrista estadounidense, de la banda nu metal KoЯn.
  - Albert Ferrer, futbolista y entrenador español.
- 7 de junio: Cafu, futbolista brasileño.
- 8 de junio: Nikolái Axiónov, remero ruso.

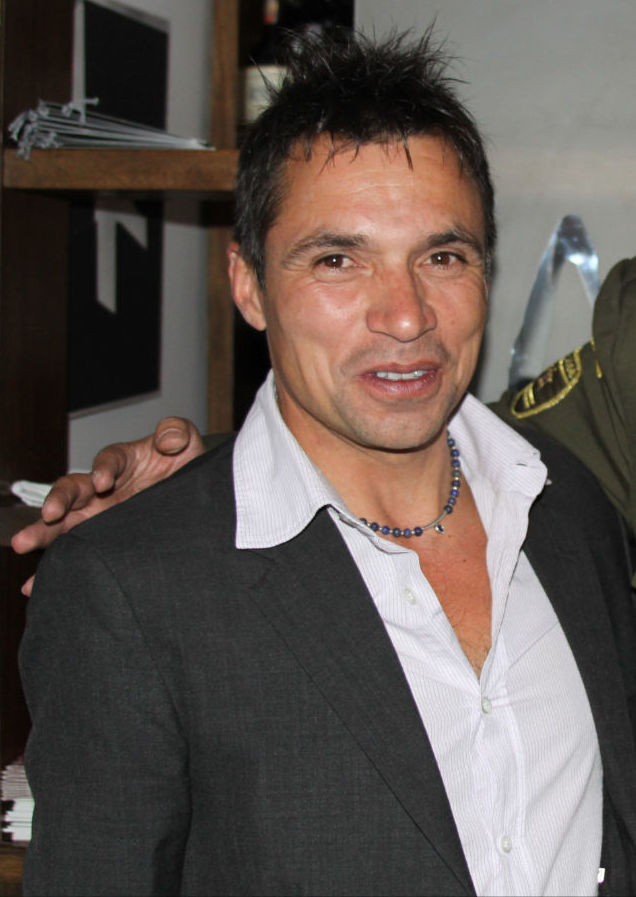
Ramiro Meneses

- 9 de junio: Ramiro Meneses,  actor y director colombiano.
- 10 de junio: Miguel Ángel Rodríguez "El Sevilla", músico español, de la banda Mojinos Escozíos.
- 11 de junio: 
  - Alex Kendrick, director de cine, productor, actor y pastor cristiano bautista estadounidense.
  - Dmitri Utkin, militar ruso (f. 2023).
- 13 de junio: 
  - Rivers Cuomo, músico estadounidense, líder de la banda de la banda Weezer.
  - Julián Gil, actor, modelo y animador argentino.
- 15 de junio:
  - Jorge Rausch, chef colombiano.
  - Pepijn Aardewijn, remero neerlandés.
- 16 de junio: 
  - Cobi Jones, futbolista estadounidense.
  - Phil Mickelson, golfista estadounidense.
- 17 de junio: 
  - Sasha Sokol, actriz y cantante mexicana.
  - Ana García Armada, ingeniera de telecomunicaciones e investigadora española.
- 18 de junio: Gerardo Rozín, periodista y presentador argentino de radio y televisión.
- 19 de junio: 
  - Rahul Gandhi, político indio.
  - Quincy Watts, atleta estadounidense.

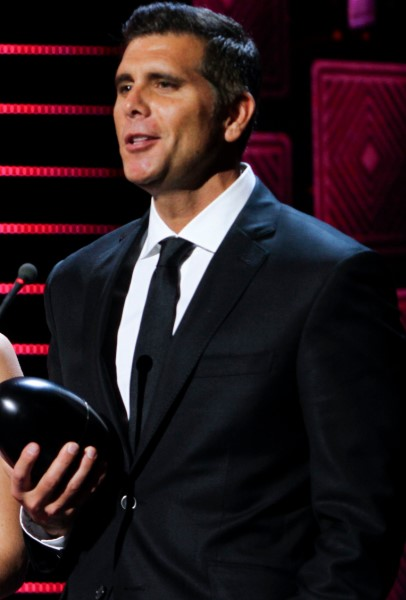
Christian Meier

- - Brian Welch, guitarrista estadounidense.
- 20 de junio: Moulay Rachid, príncipe marrueco.
- 21 de junio: Rey Ruiz, cantante cubano.
- 23 de junio: Christian Meier, actor y cantante peruano.
- 24 de junio: 
  - David Fernández Ortiz, humorista y cantante español.
  - Glenn Medeiros, cantautor estadounidense.
- 26 de junio: 
  - Chris O'Donnell, actor estadounidense.
  - Paul Thomas Anderson, cineasta estadounidense.
- 27 de junio: Régine Cavagnoud, esquiadora francesa (f. 2001).
- 30 de junio: 
  - Leonardo Sbaraglia, actor argentino.
  - Antonio Chimenti, futbolista italiano.

### Julio
- 1 de julio: Luciano Cruz-Coke, actor chileno.
- 3 de julio: Isabel Menéndez, narradora, escritora, educadora, excantante y excompositora peruana.
- 3 de julio: Yūko Nagashima, seiyū japonesa.
- 4 de julio: Tony Vidmar, futbolista y entrenador australiano.
- 5 de julio: Inna Derusova, médica militar ucraniana. (f. 2022).
- 8 de julio: Beck Hansen, músico estadounidense.
- 10 de julio: 
  - Jason Orange, cantante y bailarín británico del grupo Take That.
  - Helen Sjöholm, cantante sueca.

- 13 de julio: 

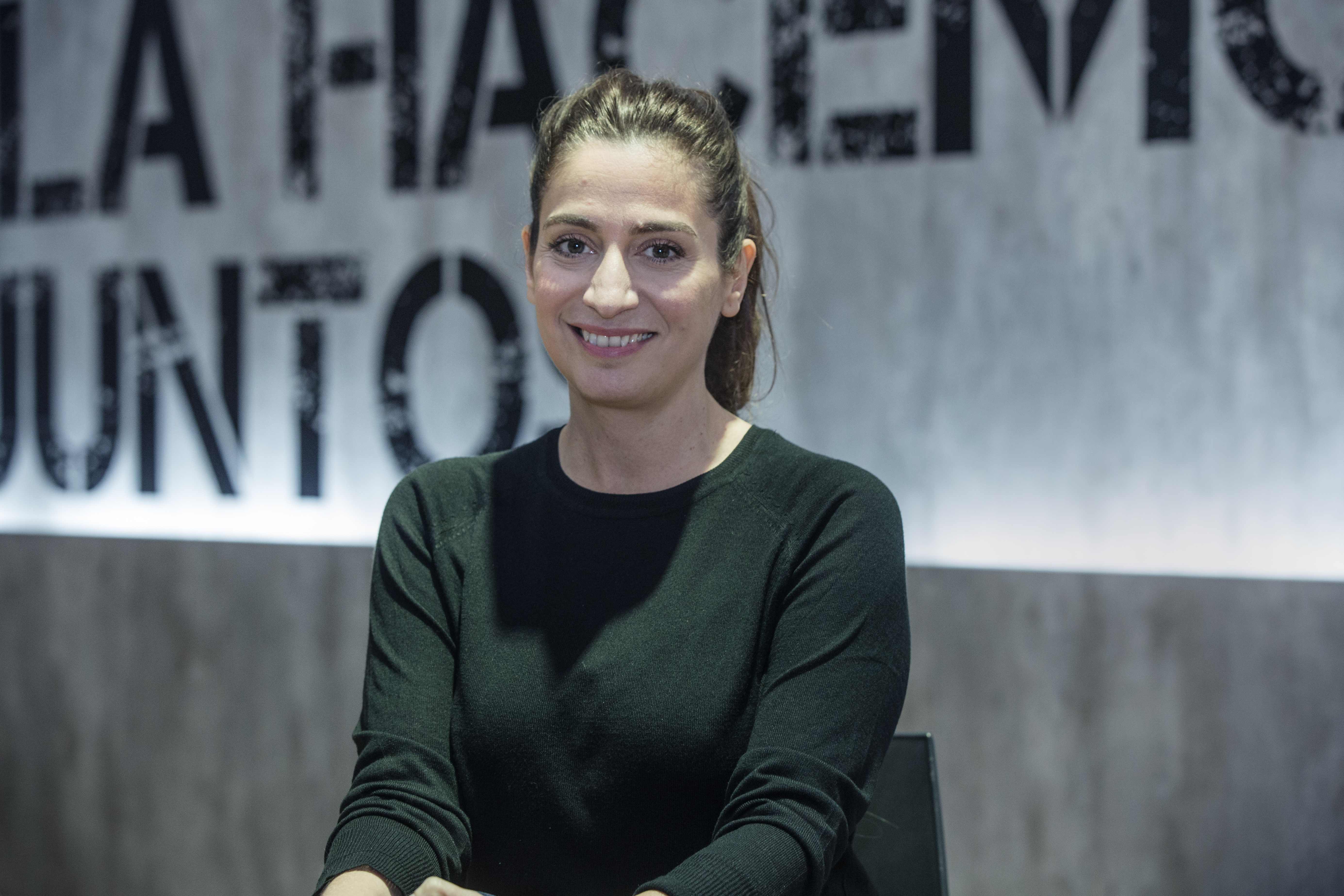
Muriel Santa Ana

  - Muriel Santa Ana, actriz y cantante argentina.
  - María José Barraza, periodista, modelo, empresaria y presentadora colombiana.
- 15 de julio: John Alex Toro, actor colombiano.
- 19 de julio: 
  - Nicola Sturgeon, política escocesa.
  - Rita Bendeck, actriz y modelo colombiana.
- 24 de julio:  Stephanie Adams, modelo y escritora estadounidense (f. 2018).
- 25 de julio:  Ernesto Alterio, actor hispanoargentino, hijo del actor Héctor Alterio.
- 25 de julio: Jorge Javier Vázquez, presentador de televisión, actor, empresario teatral y escritor español.
- 27 de julio: Nikolaj Coster-Waldau, actor danés.
- 30 de julio: Arantxa Colchero, economista mexicana especialista en economía de la salud.
- 30 de julio: Christopher Nolan, director, guionista y productor británico.
- 31 de julio: Kinoko Yamada, actriz de voz japonesa.
- 3 de julio: Maxi Trusso, cantautor argentino.

### Agosto
- 1 de agosto: David James, futbolista británico.
- 3 de agosto: Gina G, cantante australiana.
- 3 de agosto: Laura Oliva, actriz, conductora y humorista argentina.
- 3 de agosto: Masahiro Sakurai, diseñador y director de videojuegos.
- 5 de agosto: Leonid Stadnyk, personaje ucranio (f. 2014).
- 5 de agosto: Diego Schoening, actor y cantante mexicano.
- 6 de agosto: Michelle Early, cantante y psicóloga estadounidense nacionalizada española.
- 8 de agosto: José Francisco Molina, futbolista y entrenador español.
- 9 de agosto: Chiyako Shibahara, actriz de voz japonesa.
- 11 de agosto: Ali Shaheed Muhammad, dj de hiphop árabe-estadounidense.
- 13 de agosto: Alan Shearer, futbolista británico.
- 14 de agosto: Fasg Saf, actor canadiense (f. 2010).
- 15 de agosto: Anthony Anderson, actor y comediante estadounidense.
- 16 de agosto: Manisha Koirala, actriz nepalesa.

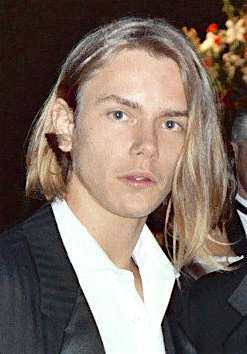
River Phoenix

- 17 de agosto: Jim Courier, tenista estadounidense.
- 17 de agosto: Gianmarco Zignago, cantante y compositor peruano.
- 19 de agosto: Fat Joe, rapero estadounidense de ascendencia puertorriqueña y cubana.
- 20 de agosto: Fred Durst, cantante estadounidense, integrante de la banda Limp Bizkit.
- 22 de agosto: Giada De Laurentiis, chef estadounidense.
- 23 de agosto: River Phoenix, actor estadounidense (f. 1993).
- 24 de agosto: Juan Merino, futbolista y entrenador español.
- 25 de agosto: Claudia Schiffer, modelo alemana.
- 26 de agosto: Melissa McCarthy, actriz estadounidense.
- 27 de agosto: Jim Thome, beisbolista estadounidense.
- 30 de agosto: Paulo Sousa, futbolista portugués.
- 31 de agosto: Debbie Gibson, cantante, compositora y actriz estadounidense.
- 31 de agosto: Rania de Jordania, aristócrata jordana, «reina consorte» (o sea, esposa del rey).

### Septiembre

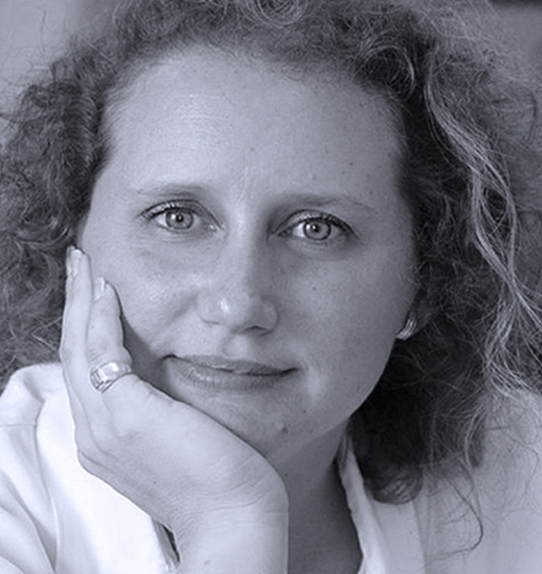
María Fernanda Beigel

- 3 de septiembre: Gareth Southgate, futbolista británico.
- 5 de septiembreː Lee Lai Shan, regatista olímpica hongkonesa.
- 6 de septiembreː María Fernanda Beigel, socióloga y científica argentina.
- 7 de septiembre: 
  - Leonardo Villalobos, presentador de televisión, animador, actor, locutor, escritor de teatro y productor venezolano.
  - Gao Min, saltadora china
- 8 de septiembre: 
  - Patricia Hernández Arencibia, baloncestista española.
  - Benny Ibarra, cantante mexicano.
  - Motoko Kumai, seiyū japonesa.
- 9 de septiembre: Natalia Streignard, actriz, modelo y presentadora venezolana.
- 10 de septiembre: Carla Barzotti, actriz, modelo y presentadora peruana.
- 11 de septiembre: Taraji P. Henson, actriz estadounidense.
- 12 de septiembre: 
  - Lizy Tagliani, actriz, comediante y conductora argentina.
  - José Fernando Santa, futbolista y entrenador colombiano.
- 13 de septiembre: Susumu Chiba, seiyū japonés.
- 15 de septiembre: Yola Berrocal, actriz, bailarina y modelo española.
- 17 de septiembre: Paco Sanz, estafador español.
- 18 de septiembre: Julia Vaquero, exatleta española.
- 19 de septiembre: 
  - Sonny Anderson, futbolista brasileño.
  - Yuka Imai, seiyū japonesa.
- 20 de septiembre: 
  - Ernesto Pimentel, presentador y drag queen peruano.
  - Lina Meruane, escritora y docente chilena.
- 21 de septiembre: Unique Priscilla, actriz y modelo indonesia.
- 22 de septiembre: 
  - Chris Tallman, actor y humorista estadounidense.
  - Emmanuel Petit, futbolista francés.
  - Orlando Valenzuela, actor colombiano.
- 23 de septiembre: Toto Vega, actor colombiano (f. 2022).
- 26 de septiembre: 
  - Marco Etcheverry, futbolista boliviano.
  - Vicente Luis Mora, escritor español.
- 27 de septiembre: Tamara Taylor, actriz canadiense.
- 28 de septiembre: Kimiko Date-Krumm, tenista japonesa.
- 29 de septiembre: 
  - Natasha Gregson Wagner, actriz estadounidense.
  - Mickey Taveras, cantante dominicano.
- 30 de septiembre: 
  - Lorena Meritano, actriz argentina.
  - Pilar Ovalle Vergara, escultora chilena.
  - Tony Hale, actor estadounidense.

### Octubre

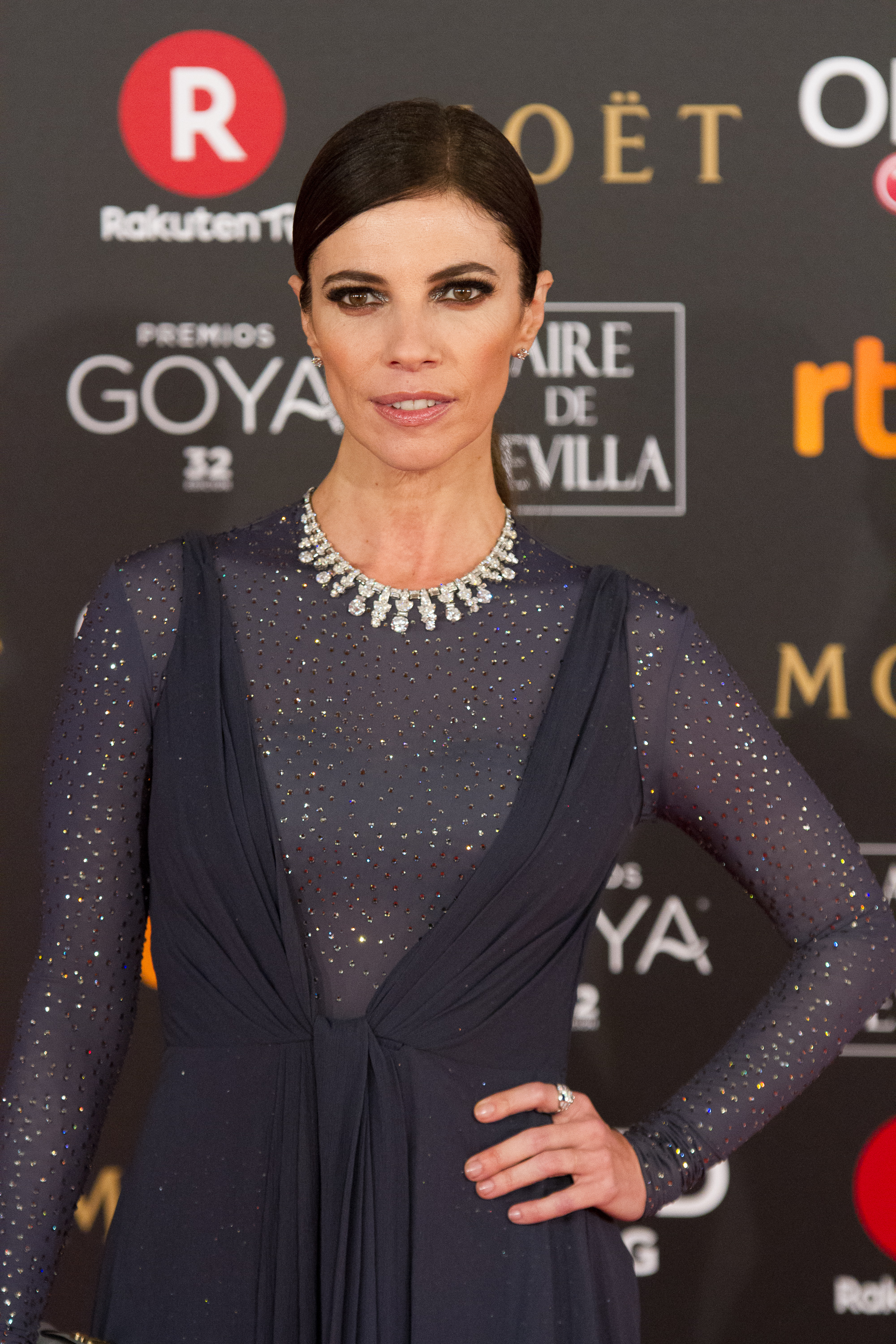
Maribel Verdú

- 2 de octubre: Maribel Verdú, actriz española.
- 6 de octubre: Amy Jo Johnson, actriz y cantante estadounidense.
- 7 de octubre: 
  - Lisardo Guarinos, actor y cantante español.
  - Tulio Zuloaga, cantante y actor colombiano.

- 8 de octubre: 

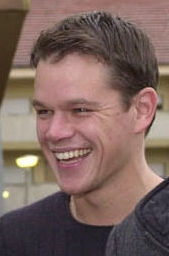
Matt Damon

  - Matt Damon, actor y guionista estadounidense.
  - Ángel Ruiz, actor español.
  - Mayrín Villanueva, actriz mexicana.
- 9 de octubre: Marcela Gallego, actriz colombiana.
- 11 de octubre: 
  - Fabiana Medina, actriz colombiana.
  - Constance Zimmer, actriz estadounidense.
  - MC Lyte, rapera y actriz estadounidense.
- 12 de octubre: Kirk Cameron, actor estadounidense.
- 14 de octubre: Jon Seda, actor estadounidense.
- 15 de octubre: Ginuwine, cantante estadounidense.
- 16 de octubre: 
  - Mehmet Scholl, futbolista alemán.
  - Martha Plimpton, actriz estadounidense.
- 18 de octubre: 
  - Alex Barros, piloto brasileño de motociclismo.
  - Mario Ramírez, creador y fundador Radio Policía Nacional Cúcuta 88.7 F.M.
- 19 de octubre: Mariana Garza, cantante, actriz y conductora mexicana.
- 22 de octubre: 
  - Javier Milei, economista argentino.
  - Winston Bogarde, futbolista neerlandés.
  - Claudia Pía Baudracco,  activista argentina por los derechos y reconocimiento de las Personas Trans y la Comunidad LGBT (f. 2012).
- 23 de octubre: 
  - Kenji Nomura, actor de voz japonés.
  - Lolita Cortés, cantante y comediante musical mexicana.
- 27 de octubre: Jorge Ornelas, actor de doblaje mexicano.
- 29 de octubre: 
  - Edwin van der Sar, futbolista neerlandés.
  - Phillip Cocu, entrenador y exfutbolista neerlandés.
- 30 de octubre: 
  - Nia Long, actriz estadounidense.
  - Salvatore "Tory" Belleci, cineasta y modelista (pod-racers y cruceros de Star Wars) estadounidense.
- 31 de octubre: 
  - Linn Berggren, cantante sueca, exintegrante de la banda Ace of Base.
  - Nolan North, actor y actor de voz estadounidense.

### Noviembre
- 3 de noviembre: Jeanette J. Epps, ingeniera aeroespacial y astronauta afrodescendiente.
- 5 de noviembre: Raúl López Lemus, escritor hondureño y profesor de lengua española.
- 6 de noviembre: Ethan Hawke, actor estadounidense.
- 8 de noviembre: Johann Mühlegg, esquiador español.
- 9 de noviembre: 
  - Chris Jericho, luchador profesional estadounidense.
  - Lady Noriega, actriz y cantante colombiana.
  - María Isabel Henao, actriz y comunicadora social colombiana.
- 12 de noviembre: 
  - Héctor Arredondo, actor mexicano (f. 2014).
  - Tonya Harding, patinadora estadounidense.
- 18 de noviembre: 
  - Lorna Cepeda, actriz colombiana.
  - Chao, cantante, actor y bailarín español-mexicano.

- 24 de noviembre: 

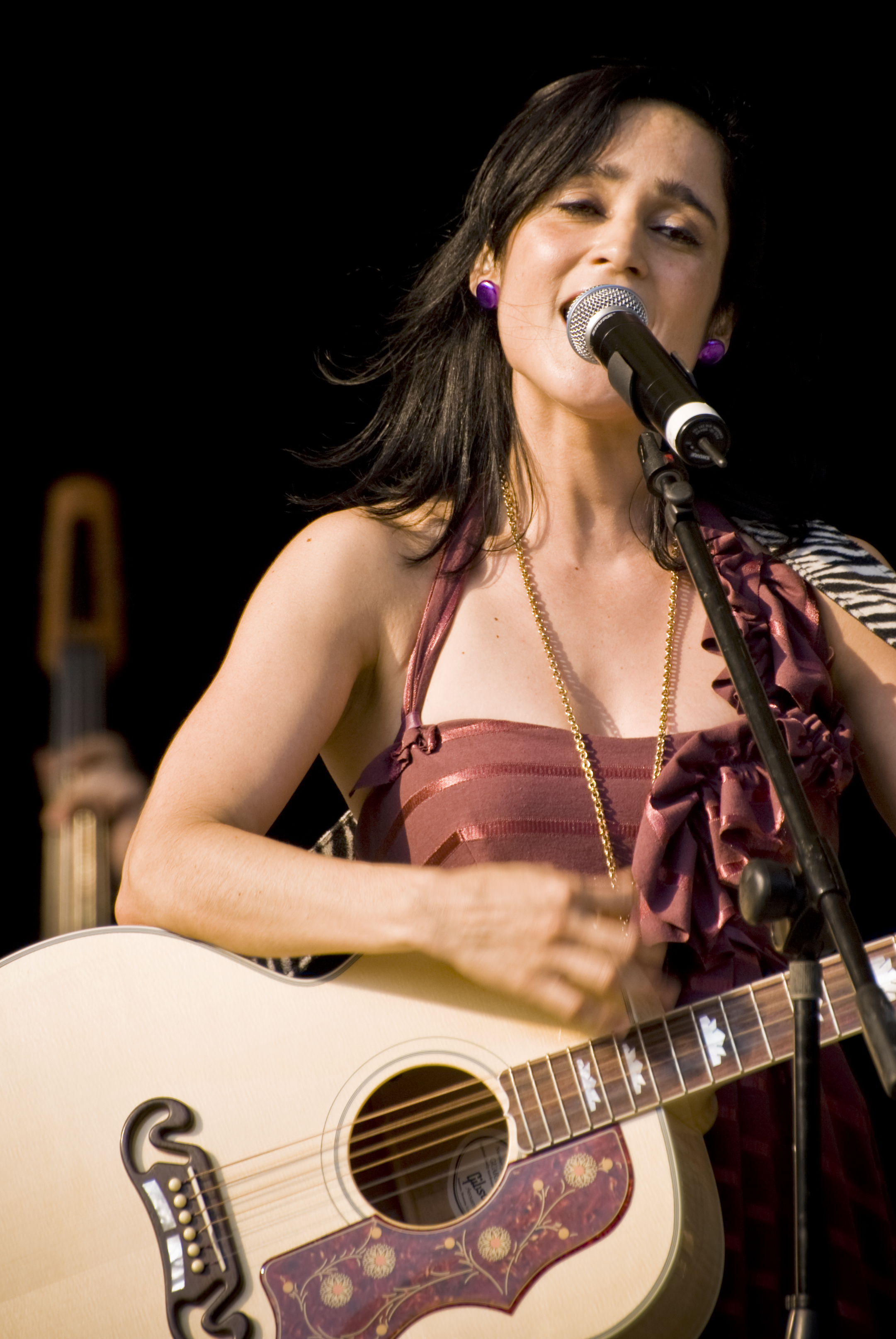
Julieta Venegas

  - Julieta Venegas, compositora y cantante mexicana.
  - Alonso Caparrós, presentador de televisión español.
- 27 de noviembre: Jorge Cárdenas, actor y cantante colombiano.
- 29 de noviembre: 
  - Ylenia Carrisi, actriz italiana (f. 2013).
  - Larry Joe Campbell, actor y comediante estadounidense
- 30 de noviembre: 
  - Perrey Reeves, actriz estadounidense.
  - Walter Emanuel Jones, actor estadounidense.

### Diciembre
- 1 de diciembre: 

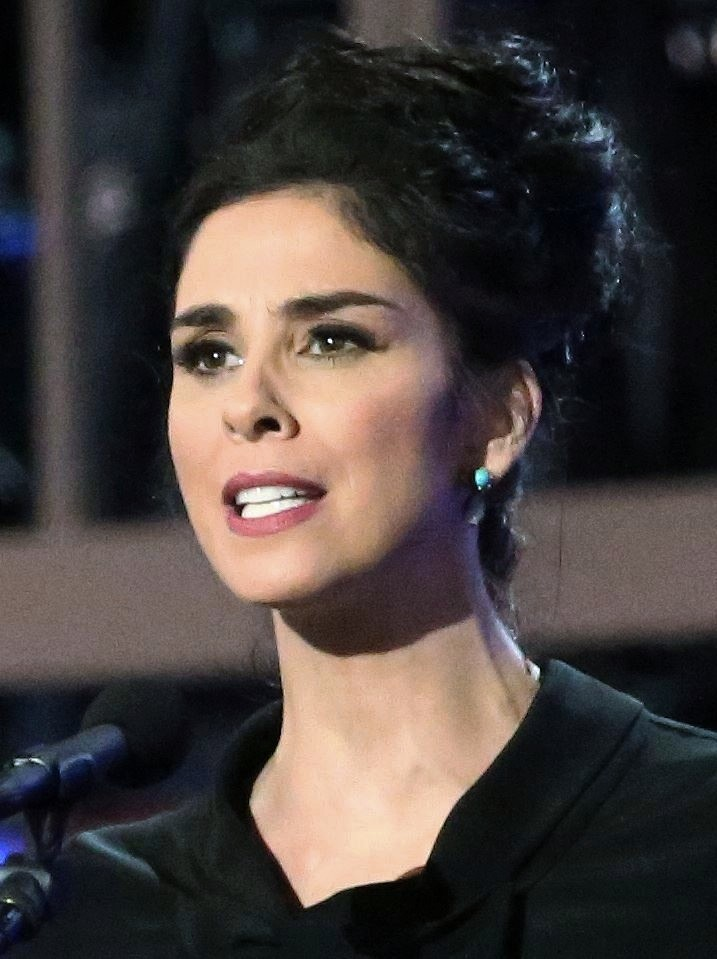
Sarah Silverman

  - Sarah Silverman, actriz y guionista estadounidense.
  - Bibiana Navas, actriz y productora de televisión colombiana.
- 3 de diciembre: Felipe Braun, actor chileno.
- 6 de diciembre: 
  - Duncan Jones, director de cine británico.
  - Ulf Ekberg, músico sueco, integrante de la banda Ace of Base.
- 7 de diciembre: Damien Rice, cantante irlandés.
- 10 de diciembre: 
  - Ricardo Álamo, actor y modelo venezolano.
  - Alexandra Restrepo, actriz y humorista colombiana.
- 11 de diciembre: Wendy Guerra, poetisa y novelista cubana.
- 12 de diciembre: 
  - Jennifer Connelly, actriz estadounidense.
  - Wilson Kipketer, atleta danés de origen keniano.
- 13 de diciembre: 
  - Gerlinde Kaltenbrunner, montañera austriaca.
  - Bart Johnson, actor estadounidense.
- 14 de diciembre: Anna Maria Jopek, cantante polaca.
- 16 de diciembre: Niko Eeckhout, ciclista belga.
- 18 de diciembre: 
  - Rob Van Dam, luchador profesional estadounidense.
  - DMX (Earl Simmons), rapero estadounidense (f. 2021).
- 19 de diciembre: Aisha Abimbola, actriz nigeriana y estrella del cine yoruba (f. 2018).
- 24 de diciembre: Adam Haslett, escritor estadounidense.
- 25 de diciembre: Yūko Satō, seiyū japonesa.
- 27 de diciembre: Linda Lucía Callejas, actriz, cantante y modelo colombiana.
- 28 de diciembre: Francesca Le, actriz pornográfica estadounidense.
- 29 de diciembre: Enrico Chiesa, futbolista italiano.

### Fechas desconocidas
- Sonia Contera, física y nanotecnóloga española.
- Eduardo Sanabria, caricaturista venezolano.

## Fallecimientos

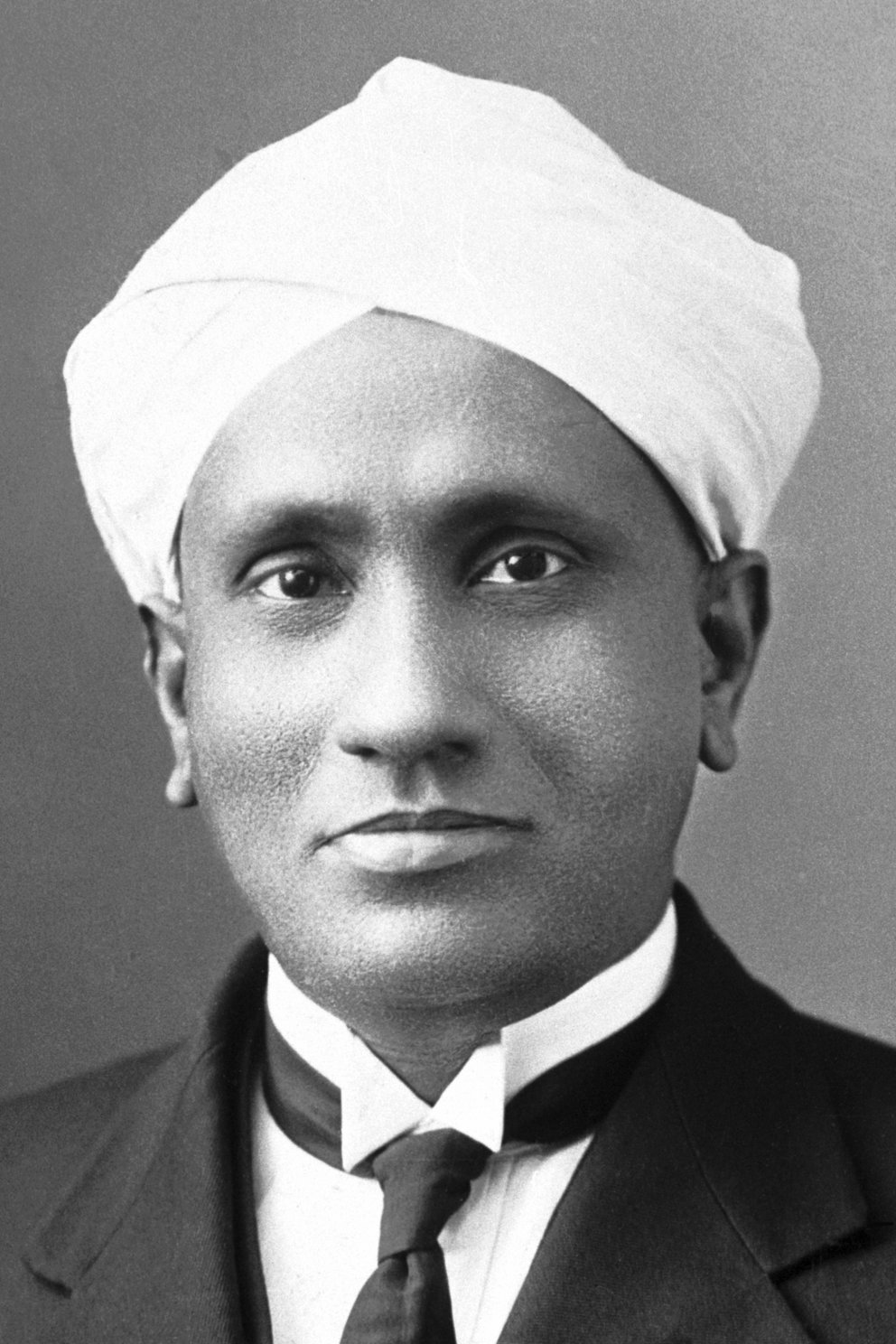
Chandrasekhara Venkata Raman

### Enero
- 5 de enero: Max Born, físico alemán, premio nobel de física (n. 1882).
- 5 de enero: Roberto Gerhard, compositor español (n. 1896).
- 31 de enero: Slim Harpo, músico estadounidense.

### Febrero
- 2 de febrero: Bertrand Russell, filósofo y matemático británico.
- 4 de febrero: Manuel Hedilla, político español.
- 9 de febrero: Roger Martin du Gard, escritor francés.
- 14 de febrero: Marcelo Chávez, actor y cómico mexicano.
- 16 de febrero: Peyton Rous, físico estadounidense premio Nobel de física en 1966.
- 17 de febrero: Shmuel Yosef Agnón, escritor israelí, premio nobel de literatura en 1966.
- 17 de febrero: Alfred Newman, compositor estadounidense.
- 26 de febrero: Ángel María de Rosa, escultor argentino.

### Marzo

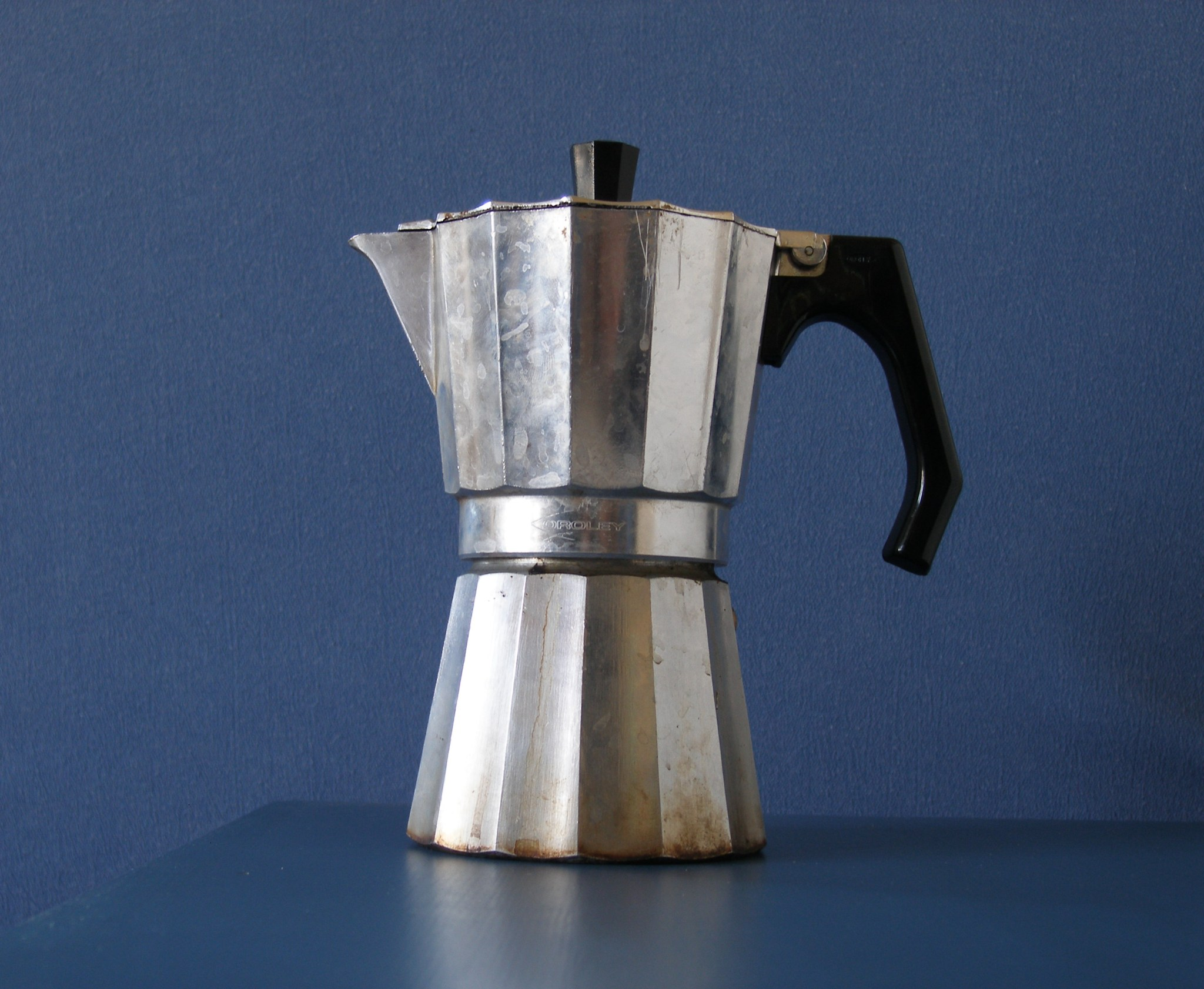
Muere Alfonso Bialetti, el ingeniero creador de la cafetera moka.

- 4 de marzo: Alfonso Bialetti, ingeniero italiano (n. 1888), inventor de la cafetera moka.
- 11 de marzo: Erle Stanley Gardner, escritor estadounidense.
- 14 de marzo: Fritz Perls,  médico neuropsiquiatra y psicoanalista austríaco, creador de la terapia gestalt.
- 17 de marzo: Jesús Álvarez García, periodista español.
- 20 de marzo: Paul Celan, poeta alemán.

### Abril
- 28 de abril: Ed Begley, actor estadounidense.

### Mayo
- 3 de mayo: Candelario Huizar, compositor mexicano (n.1883).
- 12 de mayo: Nelly Sachs, escritora alemana, premio nobel de literatura en 1966 (n. 1891).

### Junio
- 2 de junio: Bruce McLaren, diseñador, piloto e ingeniero de automóviles de carreras neozelandés (n. 1937).
- 7 de junio: Prudencia Griffel, actriz de cine mexicana (n. 1879).
- 8 de junio: Manuel de Castro, escritor uruguayo (n. 1896).
- 8 de junio: Abraham Maslow, psicólogo estadounidense conocido como uno de los fundadores y principales exponentes de la psicología humanista.
- 9 de junio: Rafael Ángel Calderón Guardia, político costarricense.
- 21 de junio: Ria Bartok, cantante francesa de pop yeyé.
- 21 de junio: Piers Courage, piloto británico de automovilismo (n. 1942).
- 21 de junio: Achmed Sukarno, político indonesio.
- 26 de junio: Leopoldo Marechal, poeta argentino (n. 1900).

### Julio
- 4 de julio: Barnett Newman, pintor estadounidense (n. 1905).
- 10 de julio: Augusto Meyer, escritor, periodista, ensayista, poeta, memorialista y folclorista brasileño (n. 1902).
- 15 de julio: Luis Mariano, cantante español.
- 17 de julio: Juano Hernández, actor puertorriqueño (n. 1896).
- 27 de julio: António de Oliveira Salazar, dictador portugués.
- 29 de julio: George Szell, director de orquesta y músico húngaro-estadounidense.
- 29 de julio: John Barbirolli, director de orquesta y músico británico.

### Agosto
- 1 de agosto: María Tereza Montoya, empresaria teatral y actriz mexicana (n. 1900).
- 1 de agosto: Otto Heinrich Warburg, fisiólogo alemán, premio nobel de medicina en 1931.
- 10 de agosto: Bernd Alois Zimmermann, compositor alemán.
- 30 de agosto: Abraham Zapruder, ciudadano estadounidense que filmó el asesinato del presidente Kennedy (n. 1905).

### Septiembre
- 1 de septiembre: François Mauriac, escritor francés.
- 2 de septiembre: Pierre Kœning, político y militar francés.
- 2 de septiembreː Margarete Depner, pintora, escultora y mecenas rumana ( n. 1885).
- 5 de septiembre: Jochen Rindt, piloto austriaco de automovilismo (n. 1942).

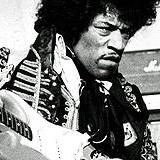
Jimi Hendrix

- 18 de septiembre: Jimi Hendrix, músico estadounidense de rock (n. 1942).
- 25 de septiembreː Inez Haynes Irwin autora feminista estadounidense. (n.1873)
- 25 de septiembre: Erich Maria Remarque, escritor alemán (n. 1898).
- 28 de septiembre: Gamal Abdel Nasser, político egipcio, presidente entre 1954 y 1970 (n. 1918).
- 28 de septiembre: John Dos Passos, novelista y artista plástico estadounidense (n. 1896).

### Octubre
- 4 de octubre: Janis Joplin, cantautora estadounidense (n. 1943).
- 10 de octubre: Édouard Daladier, político francés (n. 1884).
- 11 de octubre: César Falcón, periodista, político y escritor peruano (n. 1892).
- 13 de octubre: Alberto Prebisch, arquitecto argentino (n. 1899)
- 17 de octubre: Magda Zsabka, deportista húngara (n. 1923).
- 19 de octubre: Lázaro Cárdenas del Río, militar, político y presidente mexicano (n. 1895).

### Noviembre
- 4 de noviembre: Pedro II, aristócrata yugoslavo, último rey de su país.
- 5 de noviembre: Agustín Lara, compositor mexicano.
- 9 de noviembre: Charles de Gaulle, político y militar francés.
- 19 de noviembre: Mariya Yúdina, pianista soviética.
- 21 de noviembre: Chandrasekhara Venkata Raman, físico indio, premio nobel de física en 1930.
- 25 de noviembre: Yukio Mishima, escritor japonés.
- 30 de noviembre: Nina Ricci, diseñadora de moda francesa de origen italiano (n. 1883).

### Diciembre
- 16 de diciembre: Friedrich Pollock, economista y sociólogo alemán (n. 1894).
- 17 de diciembre: Oscar Lewis, escritor estadounidense.
- 29 de diciembre: Liliana Gelin, guerrillera argentina (n. 1949).
- 31 de diciembre: Javier Rojo Gómez, político mexicano (n. 1896).

## Arte y literatura
- 6 de enero: Jesús Fernández Santos obtiene el premio Nadal por su novela Libro de las memorias de las cosas.
- Thomas Bernhard: La calera.
- Agatha Christie: Pasajero a Frankfurt.
- Juan Goytisolo: Reivindicación del Conde Don Julián.
- Roger Zelazny: Los nueve príncipes de Ámbar.
- Roald Dahl: El Superzorro.
- Dario Fo: Muerte accidental de un anarquista.
- Theodor Adorno: Teoría estética (publicada póstumamente).

## Ciencia y tecnología
- 22 de enero: primer vuelo comercial del Jumbo, con capacidad para 300 personas.
- 24 de febrero: en Londres se anuncia que Silvia Allen será la primera mujer del mundo que tenga un hijo concebido en el tubo de ensayo de un laboratorio.
- 4 de julio: Francia hace explotar una bomba nuclear en el atolón de Mururoa.

### Astronáutica
- 11 de abril: lanzamiento del Apolo 13 hacia la Luna, con James A. Lovell, Fred Haise y John Swigert a bordo.
- 1 de junio: la Unión Soviética pone en órbita el Soyuz 9 tripulado por los cosmonautas Andrián Nikoláyev y Vitaliy Sevastyanov.
- 17 de agosto: lanzamiento de la sonda espacial soviética Venera 7 hacia Venus, aterrizando y transmitiendo datos desde su superficie.

## Cine

### Películas más relevantes por año de producción
- Aeropuerto, película estadounidense dirigida por George Seaton, ganadora de 1 Premios Óscar.
- Círculo rojo, película francesa dirigida por Jean-Pierre Melville.
- Cuadecuc, vampir película documental española dirigida por Pere Portabella.
- Dodes'ka-den película japonesa dirigida por Akira Kurosawa.
- Domicilio conyugal película francesa dirigida por François Truffaut.
- Don erre que erre película española dirigida por José Luis Sáenz de Heredia.
- Dos mulas para la hermana Sara película estadounidense dirigida por Don Siegel.
- El bosque del lobo película española dirigida por Pedro Olea.
- El carnicero película francesa dirigida por Claude Chabrol.
- El conformista, película italiana dirigida por Bernardo Bertolucci.
- El día de los tramposos, película estadounidense dirigida por Joseph L. Mankiewicz.
- El jardín de las delicias película española dirigida por Carlos Saura
- El pequeño salvaje, película francesa dirigida por François Truffaut.
- El topo película mexicana dirigida por Alejandro Jodorowsky.
- Investigación sobre un ciudadano libre de toda sospecha película italiana dirigida por Elio Petri.
- La balada de Cable Hogue, película estadounidense dirigida por Sam Peckinpah.
- La confesión, película francesa dirigida por Costa-Gavras.
- La hija de Ryan, película británica dirigida por David Lean, ganadora de 2 Premios Óscar.
- La muchacha del baño público o Zona profunda película germano-británica dirigida por Jerzy Skolimowski.
- La rodilla de Clara, película francesa dirigida por Éric Rohmer.
- La tonta del bote película española dirigida por Juan de Orduña.
- La vida privada de Sherlock Holmes película británica dirigida por Billy Wilder.
- Le llamaban Trinidad película italiana dirigida por Enzo Barboni.
- Los aristogatos película de animación estadounidense dirigida por Wolfgang Reitherman.
- Los girasoles, película italiana dirigida por Vittorio De Sica.
- Los violentos de Kelly, película estadounidense dirigida por Brian G. Hutton.
- Love Story película estadounidense dirigida por Arthur Hiller, ganadora de 1 Premios Óscar.
- Martillo para las brujas, película checoslovaca dirigida por Otakar Vávra.
- M.A.S.H. película estadounidense dirigida por Robert Altman, ganadora de 1 Premio Óscar.
- Patton película estadounidense dirigida por Franklin J. Schaffner, ganadora de 7 Premios Óscar.
- Pequeño gran hombre película estadounidense dirigida por Arthur Penn.
- Regreso al planeta de los simios película estadounidense dirigida por Ted Post.
- Río Lobo película estadounidense dirigida por Howard Hawks.
- Segundo festival de Mortadelo y Filemón película de animación española dirigida por Rafael Vara.
- Tora! Tora! Tora! película estadounidense dirigida por Richard Fleischer, Kinji Fukasaku, y Toshio Masuda, ganadora de 1 Premios Óscar.
- Tristana, película española dirigida por Luis Buñuel.
- Un hombre llamado Caballo película estadounidense dirigida por Elliot Silverstein.
- ¡Vivan los novios! película española dirigida por Luis García Berlanga.
- Wanda película estadounidense dirigida por Barbara Loden.
- Yo vigilo el camino película estadounidense dirigida por John Frankenheimer.
- En un lugar de la manga, película española dirigida por Mariano Ozores.

### Premios y Festivales
- 42.ª edición de los Premios Óscar celebrada el 7 de abril de 1970.
  - Mejor Película: Midnight Cowboy.
  - Mejor dirección: John Schlesinger por Midnight Cowboy.
  - Mejor actriz: Maggie Smith por Los mejores años de Miss Brodie.
  - Mejor actor: John Wayne por True Grit.

- 23ª edición del Festival Internacional de Cine de Cannes celebrada entre el 3 y el 18 de mayo de 1970.
  - Palma de Oro a la mejor película MASH de Robert Altman.

- 18ª edición del Festival Internacional de Cine de San Sebastián celebrada del 5 al 14 de julio de 1970.
  - Concha de Oro a la mejor película Ondata di calore, de Nelo Risi.

- 11ª edición del Festival Internacional de Cine de Mar del Plata.
  - Gran Premio Cóndor a la mejor película Macunaima, de Joaquim Pedro de Andrade.

- 31ª edición del Mostra de Venecia celebrada del 19 de agosto al 1 de septiembre de 1970.
  - Premio Pasinetti:
    - Extranjera: Wanda de Barbara Loden.
    - Italiana: Los Clowns de Federico Fellini.

## Deporte

### Automovilismo
- 10 de mayo: el austriaco Jochen Rindt gana el Gran Premio de Mónaco de automovilismo.

### Atletismo
- El 14 y 15 de mayo se celebra el I Campeonato Europeo en Pista cubierta, cuyo medarello lo gana la URSS.
- Mariano Haro gana por segunda vez la Copa de Europa de las Naciones de campo a través.

- El día 22 de agosto se celebra la III Copa Europea de Atletismo de Naciones de mujeres en Budapest

País ganador:  República Democrática Alemana.
- Los días 29 y 30 de agosto se celebra III Copa Europea de Atletismo de Naciones de hombres en Estocolmo

País ganador:  República Democrática Alemana.

### Boxeo
- 3 de abril: el púgil español Urtain, se proclama campeón europeo de los pesos pesados al derrotar por K.O., en Madrid al alemán Weiland.

### Ciclismo
- 12 de mayo: Luis Ocaña gana la Vuelta Ciclista a España.
- 7 de junio: Eddy Merckx gana el Giro de Italia
- 19 de julio: Eddy Merckx gana el Tour de Francia
- Del 13 al 16 de agosto se celebra el Campeonato Mundial de Ciclismo en Ruta, cuyo triunfo logra:
  - Campeón en línea: Jean-Pierre Monseré, por Bélgica.
  - Campeona en línea: Anna Konkina, por la URSS.

### Fórmula 1
- Jochen Rindt se consagra campeón del mundo de Fórmula 1.

### Fútbol
- Del 31 de mayo al 21 de junio se disputa la Copa Mundial de Fútbol en México. 
  - Se alza con el título la Brasil (con Pelé) al ganar en la final a Italia por 4-1.

- Copa Libertadores: El equipo argentino Club Estudiantes de La Plata: el 21 de mayo de 1970, conquista su tercera Copa Libertadores de América en forma consecutiva, tras ganarle la final a Peñarol de Montevideo.
- Copa de Campeones de Europa: El equipo neerlandés Feyenoord de Róterdam conquista la XV copa de Campeones de Europa el 6 de mayo, al vencer por 2-1 en la final al Celtic de Glasgow.

- Liga española de fútbol masculino: El Club Atlético de Madrid se alza con el título.
- Copa de fútbol española El Real Madrid se proclama campeón al vencer por 3-1 al Valencia.

- Campeonato Peruano de Fútbol. El Sporting Cristal se corona campeón por cuarta vez.

- Campeonato Uruguayo de Fútbol: El Nacional se consagra campeón por vigesimonovena vez.

- Campeonato de Primera división de fútbol colombiano: Deportivo Cali (4.ª vez).

- Se disputa la primera edición de la Liga Nacional de Nueva Zelanda, El Blockhouse Bay obtiene el título. Sería la Primera División del país hasta su sustitución en 2004 por el Campeonato de Fútbol de Nueva Zelanda

- 12 de agosto: El París Saint-Germain Football Club es creado en París, Francia.

### Golf
- US Open:  Tony Jacklin.
- Masters de Augusta:  Billy Casper.
- British Open:  Jack Nicklaus.
- Campeonato de la PGA:  Dave Stockton.

### Hockey sobre patines
- Del 22 de abril al 2 de mayo se celebra en San Juan (Argentina) el XIX Campeonato mundial A de hockey patines masculino. España se proclama campeón al derrotar a Argentina por 6-2.

### Juegos Centroamericanos y del Caribe
- Del 28 de febrero al 13 de marzo se celebran los XI Juegos Centroamericanos y del Caribe en Ciudad de Panamá (Panamá).

País ganador del medallero  Cuba.

### Paracaidismo
- En septiembre, en Bled (Yugoslavia) se celebra el Campeonato Mundial de Paracaidismo; por primera vez participa un equipo peruano, y gana medalla de bronce.

### Tenis
- Del 29 al 31 de agosto se celebra la 59ª edición de la Copa Davis. Estados Unidos se proclama campeón en la final ante Alemania.

- Abierto de Australia:
  - Ganadora individual: Margaret Court por Australia.
  - Ganador individual: Arthur Ashe por Estados Unidos.

- Abierto de Estados Unidos:
  - Ganadora individual: Margaret Smith por Australia.
  - Ganador individual: Ken Rosewall por Australia.

- Campeonato de Wimbledon:
  - Ganadora individual: Margaret Smith por Australia.
  - Ganador individual: John Newcombe por Australia.

- Campeonato de Francia:
  - Ganadora individual: Margaret Smith por Australia.
  - Ganador individual: Jan Kodeš por Checoslovaquia.

### Universiada
- Del 26 de agosto al 6 de septiembre se celebra la VI Universiada en la ciudad italiana de Turín.

País ganador del medallero:  Unión Soviética.

## Música

### Noticias
- En Londres (Reino Unido) se separa la banda The Beatles.
- En Londres se forma la banda Queen.
- En Boston (Estados Unidos) se forma la banda Aerosmith.
- En Düsseldorf (Alemania) se forma la banda Kraftwerk.

### Álbumes
- Grunk Funk Railroad: I'm Your Captain.
- Bee Gees: Cucumber Castle
- Black Sabbath: Black Sabbath
- Black Sabbath: Paranoid
- Bob Dylan: Self Portrait y New Morning
- Camilo Sexto: Llegará el verano/Sin dirección
- Charles Manson: Lie: The Love and Terror Cult
- Chicago: Chicago II
- David Bowie: The Man Who Sold the World
- Deep Purple: In Rock
- Elvis Presley: That's the Way It Is
- Genesis: Trespass
- George Harrison: All Things Must Pass
- Frank Sinatra: "Watertown". «Álbum publicado en marzo por el sello discográfico Reprise Records».
- Jethro Tull: Benefit
- John Lennon: John Lennon/Plastic Ono Band
- José Feliciano: Feliz Navidad
- José José: El triste
- Julio Iglesias: Gwendolyne
- King Crimson: In the Wake of Poseidon
- King Crimson: Lizard (álbum)
- Kraftwerk: Kraftwerk
- Led Zeppelin: Led Zeppelin III
- Los Ángeles Negros: Y volveré
- Manal: Manal
- Módulos: Tu ya no estás, No puedo estar sin ti (sencillo 3.º)
- Módulos: Realidad (LP 1.º)
- Nazareth: Nazareth
- Paul McCartney: McCartney
- Pink Floyd: Atom Heart Mother
- Roberto Luti: Sencillamente
- Robin Gibb: Robin's Reign
- Santana: Abraxas
- Supertramp: Supertramp
- Syd Barrett: The Madcap Laughs
- The Beach Boys: Sunflower
- The Beatles: Let it Be
- The Carpenters: Close to You
- The Doors: Morrison Hotel
- Tormenta: Tormenta
- Uriah Heep: Very 'Eavy, Very 'Umble
- Ringo Starr: Sentimental Journey

### Festivales
- El 21 de marzo se celebra la XV edición del Festival de la Canción de Eurovisión en Ámsterdam  Países Bajos.
  - Ganador/a: La cantante Dana con la canción «All kinds of everything» representando a Irlanda .

## Televisión
Posible año de doblaje de la serie japonesa Señorita Cometa el cual quedaría perdido tras el terremoto de México de 1985,
sobreviviendo solo los episodios 11, 12, 13, 11, 20 y un fragmento del 66 el cual actualmente se desconoce su paradero.

## Premios Nobel
- Física: Hannes Olof Gösta Alfvén y Louis Eugène Félix Néel.[4]
- Química: Luis Federico Leloir.[4]
- Medicina: sir Bernard Katz, Ulf von Euler y Julius Axelrod.[4]
- Literatura: Aleksandr Solzhenitsyn.[4]
- Paz: Norman E. Borlaug.[4]
- Economía: Paul Samuelson.[4]